# روزهای جهانی یونسکو
روزهای جهانی را مجمع عمومی سازمان ملل متحد برای نشان دادن جنبه‌های مهم زندگی و تاریخ بشر تعیین می‌کند. هر روز بین‌المللی به بسیاری از سازمان دهندگان فرصتی برای سازماندهی فعالیت‌های مرتبط با موضوع روز ارائه می‌دهد. سازمان‌ها و دفاتر سازمان ملل متحد و مهم‌تر از همه، دولت‌ها، جامعه مدنی، بخش‌های دولتی و خصوصی، مدارس، دانشگاه‌ها و به‌طور کلی‌تر شهروندان، یک روز بین‌المللی را سکوی پرشی برای اقدامات آگاهی‌بخش می‌سازند. آژانس‌های تخصصی سازمان ملل از جمله یونسکو نیز می‌توانند روز جهانی را اعلام کنند. در این صورت، اعلام روزهای بین‌المللی تنها به نهادهای حاکمیتی و مقررات داخلی آنها بستگی دارد. بدین ترتیب یونسکو روزهای بین‌المللی سازمان ملل متحد مرتبط با حوزه‌های صلاحیت خود را، علاوه بر سایر روزهای جهانی که توسط نهادهای حاکمیتی سازمان یا سایر نهادها اعلام شده‌است، جشن می‌گیرد.
گاه‌شمار یونسکو شامل روزها، سال‌ها و دهه‌هایی می‌شود که مصوب مجمع عمومی سازمان ملل و یونسکو به عنوان سازمان برگزارکننده ان است.

## روزها

### ژانویه
| تاریخ       | روز                                  | شرح | منبع  |
| ----------- | ------------------------------------ | --- | ----- |
| ۱۴ (۲۵ دی)  | روز جهانی منطق                       | توانایی تفکر یکی از مشخص‌ترین ویژگی‌های نوع بشر است. در فرهنگ‌های مختلف، تعریف انسانیت با مفاهیمی مانند آگاهی، دانش و عقل همراه است. طبق سنت کلاسیک غربی، انسان به عنوان «حیوان منطقی» تعریف می‌شود. منطق به مثابه بررسی اصول استدلال، در طول تاریخ مورد مطالعه تمدن‌های بسیاری قرار گرفته‌است و از نخستین صورت بندی‌های آن، منطق نقش مهمی در توسعه فلسفه و علوم داشته‌است. این روز توسط یونسکو، با همکاری شورای بین‌المللی فلسفه و علوم انسانی (CIPSH) با هدف تقویت همکاری‌های بین‌المللی، ترویج توسعه منطق، هم در تحقیق و هم در تدریس، حمایت از فعالیت‌های انجمن‌ها، دانشگاه‌ها و سایر موسسات مرتبط با منطق و افزایش درک عمومی از منطق و آن است. جشن روز جهانی منطق می‌تواند به ترویج فرهنگ صلح، گفتگو و درک متقابل بر اساس پیشرفت آموزش و علم کمک کند.         | [ ۳ ] |
| ۲۴ (۵ بهمن) | روز جهانی آموزش                      | آموزش یک حق انسانی، یک خیر عمومی و یک مسئولیت عمومی است. مجمع عمومی سازمان ملل متحد، ۲۴ ژانویه را به عنوان روز جهانی آموزش به منظور تجلیل از نقش آموزش برای صلح و توسعه اعلام کرد. بدون آموزش با کیفیت فراگیر و عادلانه و فرصت‌های مادام العمر برای همه کشورها در دستیابی به برابری جنسیتی و شکستن چرخه فقر که میلیون‌ها کودک، جوان و بزرگسال را پشت سر گذاشته‌است، موفق نخواهند شد. | [ ۴ ] |
| ۲۴ (۵ بهمن) | روز جهانی فرهنگ آفریقایی و آفریقای‌ها | هر سال در ۲۴ ژانویه، روز جهانی فرهنگ آفریقایی و نژادهای آفریقایی برگزار می‌شود و فرهنگ‌های پر جنب و جوش قاره آفریقا و مهاجران آفریقایی در سراسر جهان را جشن می‌گیرد و آنها را به عنوان اهرمی مؤثر برای توسعه پایدار، گفتگو و صلح ترویج می‌کند. به عنوان منبعی غنی از میراث مشترک جهان، ترویج فرهنگ آفریقایی و نژاد آفریقایی برای توسعه این قاره و برای کل بشریت بسیار مهم است. یونسکو در چهلمین نشست کنفرانس عمومی یونسکو در سال ۲۰۱۹، ۲۴ ژانویه را به عنوان روز جهانی فرهنگ آفریقایی به تصویب رساند که مصادف با تصویب منشور رنسانس فرهنگی آفریقا در سال ۲۰۰۶ توسط سران کشورها و دولت‌های آفریقایی است. همچنین هدف بزرگداشت این روز ترویج تصویب و اجرای گسترده این منشور توسط کشورهای آفریقایی و در نتیجه تقویت نقش فرهنگ در ترویج صلح در این قاره است. | [ ۵ ] |
| ۲۷ (۸ بهمن) | روز جهانی یادبود هولوکاست            | هر سال حدود ۲۷ ژانویه، یونسکو به یاد قربانیان هولوکاست ادای احترام می‌کند و تعهد تزلزل ناپذیر خود را برای مقابله با یهودی‌ستیزی، نژادپرستی و سایر اشکال عدم تحمل که ممکن است منجر به خشونت گروهی شود، تأیید می‌کند. این تاریخ مصادف با سالگرد آزادسازی اردوگاه تمرکز و نابودی آشویتس-بیرکناو توسط نیروهای شوروی در ۲۷ ژانویه ۱۹۴۵ است. این روز رسماً در نوامبر ۲۰۰۵، روز جهانی بزرگداشت به یاد قربانیان اعلام شد. | [ ۶ ] |

### فوریه
| تاریخ        | روز                            | شرح | منبع  |
| ------------ | ------------------------------ | --- | ----- |
| ۱۱ (۲۳ بهمن) | روز جهانی زنان و دختران در علم | در ۲۲ دسامبر ۲۰۱۵، مجمع عمومی تصمیم گرفت یک روز جهانی سالانه را برای به رسمیت شناختن نقش حیاتی زنان و دختران در علم و فناوری تعیین کند. روز جهانی زنان و دختران در علم توسط یونسکو و زنان سازمان ملل جشن گرفته می‌شود. این روز فرصتی برای ترویج دسترسی کامل و برابر به علم و مشارکت در آن برای زنان و دختران است. برابری جنسیتی یک اولویت جهانی برای یونسکو است و حمایت از دختران جوان، آموزش و توانایی کامل آنها برای شنیدن ایده‌هایشان اهرم‌هایی برای توسعه و صلح است. مقابله با برخی از بزرگ‌ترین چالش‌های برنامه توسعه پایدار - از بهبود سلامت گرفته تا مبارزه با تغییرات آب‌وهوایی - به استفاده از همه استعدادها متکی است. این بدان معناست که زنان بیشتری در این زمینه‌ها کار کنند. تنوع در تحقیقات، مجموعه محققان با استعداد را گسترش می‌دهد و دیدگاه‌های تازه، استعداد و خلاقیت را به ارمغان می‌آورد. این روز یادآور این است که زنان و دختران نقش مهمی در جوامع علم و فناوری دارند و مشارکت آنها باید تقویت شود. | [ ۷ ] |
| ۱۳ (۳ بهمن)  | روز جهانی رادیو                | این روز در سال ۲۰۱۱ توسط کشورهای عضو یونسکو اعلام شد و در سال ۲۰۱۲ توسط مجمع عمومی سازمان ملل متحد به عنوان روز جهانی تصویب و ۱۳ فوریه به عنوان روز جهانی رادیو (WRD) نامگذاری شد. رادیو یک رسانه قدرتمند برای بزرگداشت بشریت با همه تنوع آن است و بستری برای گفتمان دموکراتیک است. در سطح جهانی، رادیو همچنان پرمصرف‌ترین رسانه است. این توانایی منحصر به فرد برای دستیابی به گسترده‌ترین مخاطب به این معنی است که رادیو می‌تواند تجربه یک جامعه از تنوع را شکل دهد، به عنوان عرصه ای برای همه صداها برای صحبت، نمایندگی و شنیده شدن باشد. ایستگاه‌های رادیویی باید به جوامع مختلف خدمت کنند، برنامه‌ها، دیدگاه‌ها و محتواهای متنوعی را ارائه دهند و تنوع مخاطبان را در سازمان‌ها و عملیات‌شان منعکس کنند. | [ ۸ ] |
| ۲۱ (۲ اسفند) | روز جهانی زبان مادری           | ایده بزرگداشت روز جهانی زبان مادری ابتکار بنگلادش بود. این روز در کنفرانس عمومی یونسکو در سال ۱۹۹۹ تصویب شد و از سال ۲۰۰۰ در سراسر جهان مشاهده شده‌است. یونسکو به اهمیت تنوع فرهنگی و زبانی برای جوامع پایدار معتقد است. این امر در چارچوب وظایف خود برای صلح است که برای حفظ تفاوت‌ها در فرهنگ‌ها و زبان‌ها که موجب تساهل و احترام به دیگران می‌شود، تلاش می‌کند. تنوع زبانی به‌طور فزاینده ای با ناپدید شدن زبان‌های بیشتری تهدید می‌شود. در سطح جهان ۴۰ درصد از جمعیت به آموزش به زبانی که صحبت می‌کنند یا می‌فهمند دسترسی ندارند. با این وجود، پیشرفت در آموزش چندزبانه مبتنی بر زبان مادری با درک روزافزون اهمیت آن، به ویژه در ابتدای تحصیل، و تعهد بیشتر به توسعه آن در زندگی عمومی، در حال انجام است. جوامع چندزبانه و چندفرهنگی از طریق زبان‌های خود وجود دارند که دانش و فرهنگ‌های سنتی را به روشی پایدار منتقل و حفظ می‌کنند.                                                                                    | [ ۹ ] |

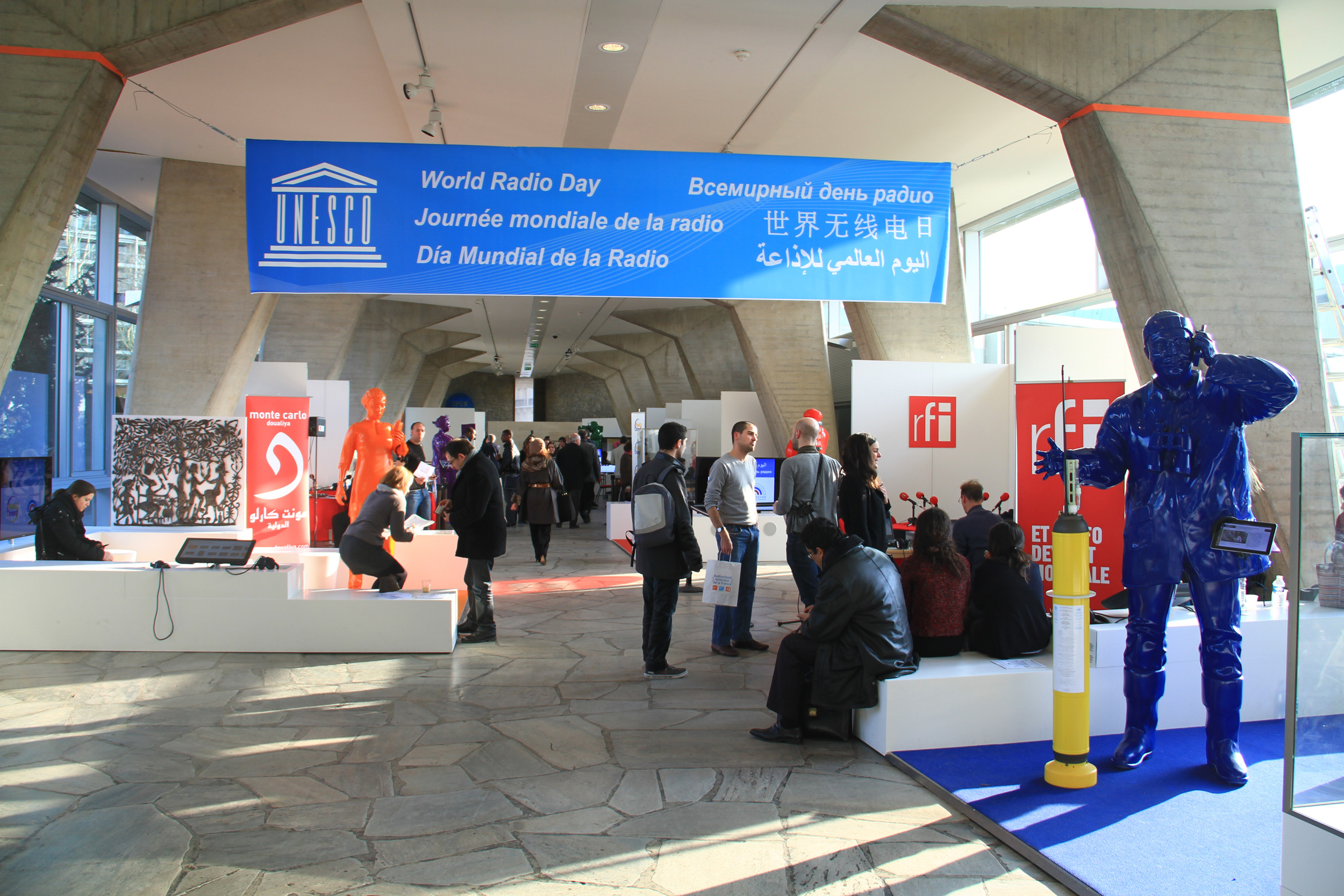
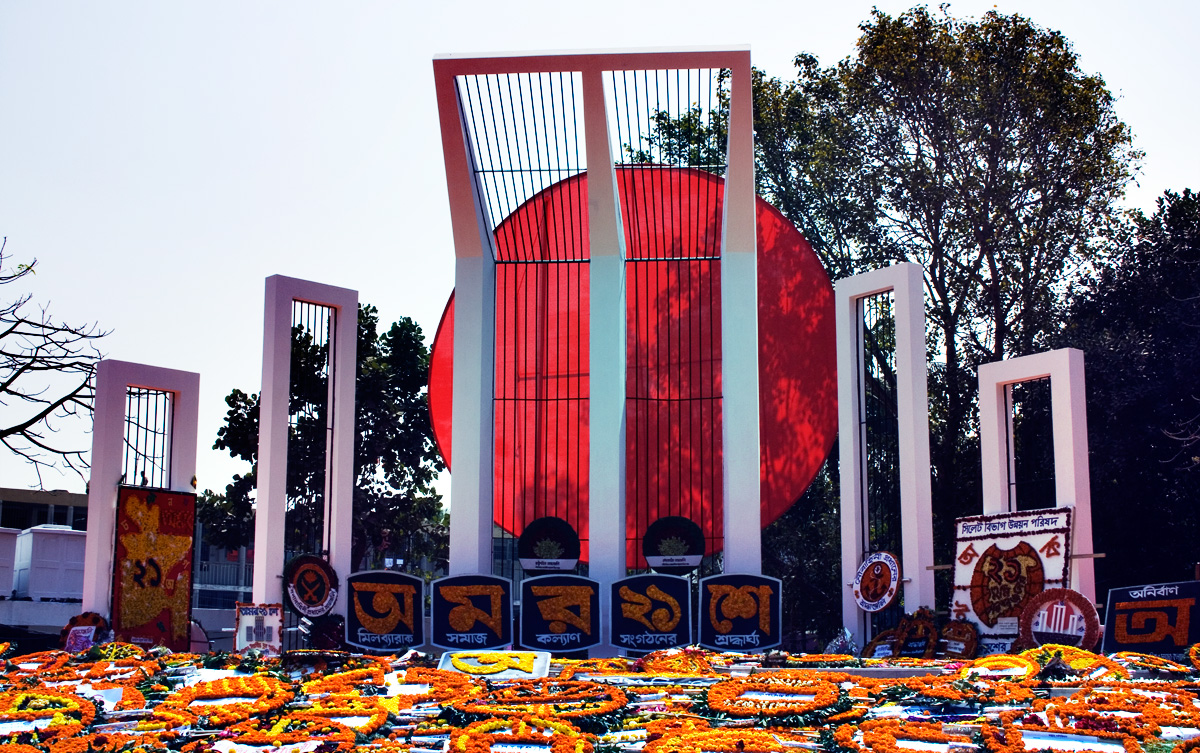
شهید منار، یادبود تظاهرات جنبش زبان بنگالی در ۲۱ فوریه ۱۹۵۲ است.

### مارس
| تاریخ          | روز                                | شرح | منبع   |
| -------------- | ---------------------------------- | --- | ------ |
| ۴ (۱۴ اسفند)   | روز جهانی مهندسی برای توسعه پایدار | مهندسی همواره نقش اساسی در توسعه و رفاه انسان داشته‌است. اطمینان از اینکه نسل‌های آینده مهندسان و دانشمندان قادر به طراحی راه‌حل‌هایی برای چالش‌های محلی و جهانی خواهند بود، حیاتی است. کنفرانس عمومی یونسکو ۴ مارس را روز جهانی مهندسی برای توسعه پایدار در چهلمین نشست خود در نوامبر ۲۰۱۹ اعلام کرد تا آگاهی از نقش مهندسی در زندگی مدرن که برای کاهش تأثیر تغییرات آب و هوایی ضروری است، افزایش یابد. علیرغم اهمیت مهندسی برای زندگی و آینده ما، زنان در طول تاریخ در زمینه‌های مهندسی کمتر حضور داشته‌اند و معمولاً تنها ۱۰ تا ۲۰ درصد نیروی کار مهندسی را تشکیل می‌دهند. حتی در کشورهایی که تعداد زنانی که در مورد بیماری‌های مقاربتی تحصیل می‌کنند افزایش یافته‌است، این روند منجر به ورود زنان بیشتر به محیط کار نشده‌است. تعداد زیادی از دانشجویان دختری که فارغ‌التحصیل می‌شوند وارد حرفه مهندسی نمی‌شوند. این موانع اغلب به کلیشه‌های جنسیتی مداوم در این زمینه، سیاست‌های ناکافی یا محیط‌های آموزشی مرتبط است که نیازها و خواسته‌های آنها را برآورده نمی‌کند. یونسکو اولویت بالایی برای فعالیت‌هایی قائل است که آگاهی از مهندسی را به عنوان یک شغل ارتقا می‌دهند، و همچنین فعالیت‌هایی که اهمیت تحصیل جوانان در علوم، فناوری، مهندسی و ریاضیات (STEM) را نشان می‌دهند. | [ ۱۰ ] |
| ۸ (۱۸ اسفند)   | روز جهانی زن                       | در سال ۱۹۴۵، منشور سازمان ملل متحد اولین موافقتنامه بین‌المللی شد که اصل برابری بین زنان و مردان را تأیید کرد. سازمان ملل متحد اولین روز رسمی خود را در روز جهانی زن در ۸ مارس در سال جهانی زن در سال ۱۹۷۵ جشن گرفت. دو سال بعد، در دسامبر ۱۹۷۷، مجمع عمومی قطعنامه ای را تصویب کرد که به موجب آن روز سازمان ملل متحد برای حقوق زنان و صلح بین‌المللی که در هر روز برگزار می‌شود، به تصویب رسید. روز جهانی زن برای اولین بار از فعالیت‌های جنبش‌های کارگری در آغاز قرن بیستم در سراسر آمریکای شمالی و اروپا پدید آمد. اولین روز ملی زن در ایالات متحده در ۲۸ فوریه ۱۹۰۹ برگزار شد که حزب سوسیالیست آمریکا آن را به افتخار اعتصاب کارگران پوشاک در نیویورک در سال ۱۹۰۸ اختصاص داد که در آن زنان علیه شرایط سخت کار اعتراض کردند. در سال ۱۹۱۷، زنان در روسیه با شعار «نان و صلح» در آخرین یکشنبه فوریه (که در ۸ مارس بر اساس تقویم میلادی بود) اعتراض و اعتصاب کردند. جنبش آنها در نهایت منجر به تصویب حق رای زنان در روسیه شد. روز جهانی زن فرصتی است برای بزرگداشت پیشرفت‌های حاصل شده در جهت دستیابی به برابری جنسیتی و توانمندسازی زنان، اما همچنین برای تأمل انتقادی در مورد این دستاوردها و تلاش برای حرکت بیشتر به سمت برابری جنسیتی در سراسر جهان. روزی است که اعمال خارق‌العاده زنان را به رسمیت بشناسیم و به عنوان یک نیروی متحد در کنار هم باشیم تا برابری جنسیتی را در سراسر جهان پیش ببریم. | [ ۱۱ ] |
| ۱۴ (۲۴ اسفند)  | روز جهانی ریاضیات                  | آگاهی جهانی بیشتر از علوم ریاضی برای پرداختن به چالش‌ها در زمینه‌هایی مانند هوش مصنوعی، تغییرات آب و هوا، انرژی و توسعه پایدار و بهبود کیفیت زندگی در کشورهای توسعه یافته و در حال توسعه حیاتی است. چهلمین کنفرانس عمومی یونسکو ۱۴ مارس هر سال را روز جهانی ریاضیات در نوامبر ۲۰۱۹ اعلام کرد. در بسیاری از کشورها، ۱۴ مارس (۱۴/۳) از قبل به عنوان روز پی جشن گرفته می‌شود، زیرا π، یکی از شناخته شده‌ترین ثابت‌های ریاضی جهان را می‌توان به ۳٫۱۴ گرد کرد. هدف روز جهانی ریاضی نشان دادن نقش اساسی علوم ریاضی در دستیابی به اهداف توسعه پایدار سازمان ملل متحد (SDGs) و در تقویت دو اولویت یونسکو است. این روز ما را دعوت می‌کند تا از طریق فعالیت‌های جشن و متنوعی که در سرتاسر جهان برگزار می‌شود، لذتی را که در ریاضیات و همچنین مشاغل فراوانی که به دختران و پسران ارائه می‌دهد، جشن بگیریم. | [ ۱۲ ] |
| ۲۰ (۳۰ اسفند)  | روز جهانی فرانکفونی                | تاریخ ۲۰ مارس برای جشن گرفتن سالگرد آژانس همکاری‌های فرهنگی و فنی (ACCT) انتخاب شد که در ۲۰ مارس ۱۹۷۰ در نیامی نیجر متولد شد. این آژانس اولین گام به سوی همکاری فرانکفونی است که کمی بعد به سازمان بین‌المللی فرانکفونی تبدیل شد. زبان فرانسه همیشه جایگاه مهمی در بین زبان‌ها داشته‌است. ابتدا نمادی از فرهنگ و خلاقیت بود، سپس بردار دموکراسی و انسان‌گرایی بود، ارزش‌هایی که یونسکو قصد ترویج آن‌ها را دارد. یونسکو فرانسوی را دوست دارد، صحبت می‌کند و ترویج می‌کند - یکی از ۶ زبان رسمی و یکی از ۲ زبان کاری آن است. اما به‌طور گسترده‌تر، یونسکو جشن فرانکفونی را جشن می‌گیرد، تنوع فرهنگی و زبانی را که جهان را تشکیل می‌دهد. بزرگداشت فرانکفونی به رسمیت شناختن پتانسیل زبان و فرهنگ برای متحد کردن مردم، ایجاد فضاهای همبستگی و درک متقابل، برای تأمل با هم در مورد آینده مشترک ما است. سازمان آموزشی، علمی و فرهنگی ملل متحد (یونسکو) و سازمان بین‌المللی فرانکفونی (OIF) این دیدگاه مشترک را دارند که فرهنگ و زبان را در مرکز هر تلاش پایدار برای صلح قرار می‌دهد. روز جهانی فرانکفونی در ۷۷ کشور عضو سازمان بین‌المللی فرانکفونی هر سال در ۲۰ مارس به منظور بزرگداشت زبان فرانسوی و فرهنگ فرانسه برگزار می‌شود. |        |
| ۲۱ (۱ فروردین) | روز جهانی نوروز                    | نوروز به معنای «روز نو» جشنی باستانی است که اولین روز بهار و تجدید طبیعت را نشان می‌دهد و شامل آیین‌ها، مراسم و رویدادهای فرهنگی و همچنین لذت بردن از یک وعده غذایی خاص با عزیزان است. مردم در این روز لباس‌های نو می‌پوشند، با خانواده و دوستان ملاقات می‌کنند و هدایایی به ویژه برای کودکان رد و بدل می‌شود. این جشن که برای بیش از ۳۰۰۰ سال در بالکان، حوزه دریای سیاه، قفقاز، آسیای مرکزی، خاورمیانه و سایر مناطق جشن گرفته می‌شود، ارزش‌های صلح و همبستگی بین نسل‌ها و درون خانواده‌ها و همچنین آشتی و همسایگی را ترویج می‌کند. از آنجایی که نوروز به تنوع فرهنگی و دوستی بین مردم و جوامع مختلف کمک می‌کند، با دستورها یونسکو مطابقت دارد. به ویژه در رابطه با کنوانسیون ۲۰۰۳ برای حفاظت از میراث فرهنگی ناملموس، نوروز به عنوان یک عنصر در سال ۲۰۰۹ ثبت شد و در سال ۲۰۱۶ به ابتکار مشترک افغانستان، آذربایجان، هند، ایران، عراق، قزاقستان، قرقیزستان، پاکستان، تاجیکستان، ترکیه، ترکمنستان و ازبکستان در فهرست نمایندگی میراث فرهنگی ناملموس بشریت تمدید شد. در سال ۲۰۱۰، «روز جهانی نوروز» توسط مجمع عمومی سازمان ملل متحد اعلام شد. این قطعنامه از تلاش‌های کشورهای عضوی که نوروز در آن جشن گرفته می‌شود برای حفظ و توسعه فرهنگ و سنت‌های مرتبط با نوروز استقبال می‌کند و کشورهای عضو را تشویق می‌کند تا برای افزایش آگاهی در مورد نوروز و سازمان‌دهی رویدادهای سالانه به مناسبت این جشن تلاش کنند.      | [ ۱۳ ] |
| ۲۱ (۱ فروردین) | روز جهانی شعر                      | هر ساله در ۲۱ مارس، روز جهانی شعر، یکی از ارزشمندترین اشکال بیان و هویت فرهنگی و زبانی بشریت را جشن می‌گیرد. شعری که در طول تاریخ - در هر فرهنگ و در هر قاره - تمرین می‌شود، از انسانیت مشترک و ارزش‌های مشترک ما سخن می‌گوید، و ساده‌ترین شعرها را به کاتالیزوری قدرتمند برای گفتگو و صلح تبدیل می‌کند. یونسکو برای اولین بار ۲۱ مارس را به عنوان روز جهانی شعر در سی امین کنفرانس عمومی خود در پاریس در سال ۱۹۹۹ با هدف حمایت از تنوع زبانی از طریق بیان شاعرانه و افزایش فرصت برای شنیدن زبان‌های در خطر انقراض پذیرفت. روز جهانی شعر فرصتی برای تجلیل از شاعران، احیای سنت‌های شفاهی شعرخوانی، ترویج خواندن، نوشتن و آموزش شعر، تقویت همگرایی بین شعر و هنرهای دیگر مانند تئاتر، رقص، موسیقی و نقاشی و افزایش دید شعر در رسانه‌ها از آنجایی که شعر همچنان مردم را در سراسر قاره‌ها گرد هم می‌آورد. | [ ۱۴ ] |
| ۲۱ (۱ فروردین) | روز جهانی رفع تبعیض نژادی          | قطعنامه ۲۱۴۲ مجمع عمومی سازمان ملل متحد که در ۲۶ اکتبر ۱۹۶۶ به تصویب رسید، روز ۲۱ مارس را به عنوان روز جهانی رفع تبعیض نژادی اعلام کرد که هر ساله گرامی داشته می‌شود. در آن روز، در سال ۱۹۶۰، پلیس در یک تظاهرات مسالمت آمیز در شارپویل، آفریقای جنوبی، علیه «قوانین تصویب» آپارتاید تیراندازی کرد و ۶۹ نفر را کشت. مجمع عمومی با اعلام این روز در سال ۱۹۶۶ که به معنای مبارزه برای پایان دادن به سیاست آپارتاید در آفریقای جنوبی است، از جامعه بین‌المللی خواست تا تلاش‌های خود را برای از بین بردن همه اشکال تبعیض نژادی مضاعف کند. در طول سال‌ها، یونسکو روز جهانی را با سازماندهی رویدادهایی در ستاد مرکزی و دفاتر میدانی آن و همچنین با همکاری شهرهای عضو ائتلاف بین‌المللی شهرهای فراگیر و پایدار جشن گرفته‌است. . مبارزه با تبعیض نژادی عنصر اصلی کار یونسکو برای ایجاد صلح در ذهن مردان و زنان، از طریق آموزش برای مدارا، رد کلیشه‌های نژادپرستانه است که ممکن است در فرهنگ یا رسانه‌ها باقی بماند. | [ ۱۵ ] |
| ۲۲ (۲ فروردین) | روز جهانی آب                       | روز جهانی آب هر ساله در ۲۲ مارس به عنوان وسیله ای برای تمرکز بر اهمیت آب شیرین و حمایت از مدیریت پایدار منابع آب شیرین برگزار می‌شود. این روز فرصتی برای کسب اطلاعات بیشتر در مورد مسائل مربوط به آب، الهام گرفتن برای گفتن به دیگران و اقدام برای ایجاد تفاوت است. آب یکی از اجزای سازنده حیات است. رفع تشنگی یا محافظت از سلامتی بیش از آن ضروری است. آب برای ایجاد شغل و حمایت از توسعه اقتصادی، اجتماعی و انسانی حیاتی است. یونسکو به برگزاری روز جهانی آب در چارچوب فعالیت‌های برنامه هیدرولوژیکی بین‌دولتی خود (IHP) که در تمام طول سال به ایجاد پایگاه دانش علمی برای کمک به کشورها برای مدیریت منابع آب خود به شیوه‌ای پایدار کمک می‌کند. مجمع عمومی سازمان ملل متحد قطعنامه‌ای را در ۲۲ دسامبر ۱۹۹۲ به تصویب رساند که به موجب آن ۲۲ مارس هر سال به عنوان روز جهانی آب نامگذاری شد. از دولت‌ها دعوت شد تا در شرایط ملی این روز را به فعالیت‌های مشخصی مانند ارتقای آگاهی عمومی از طریق انتشار فیلم‌های مستند و سازماندهی کنفرانس‌ها، میزگردها، سمینارها و نمایشگاه‌های مرتبط با حفاظت و توسعه اختصاص دهند. | [ ۱۶ ] |

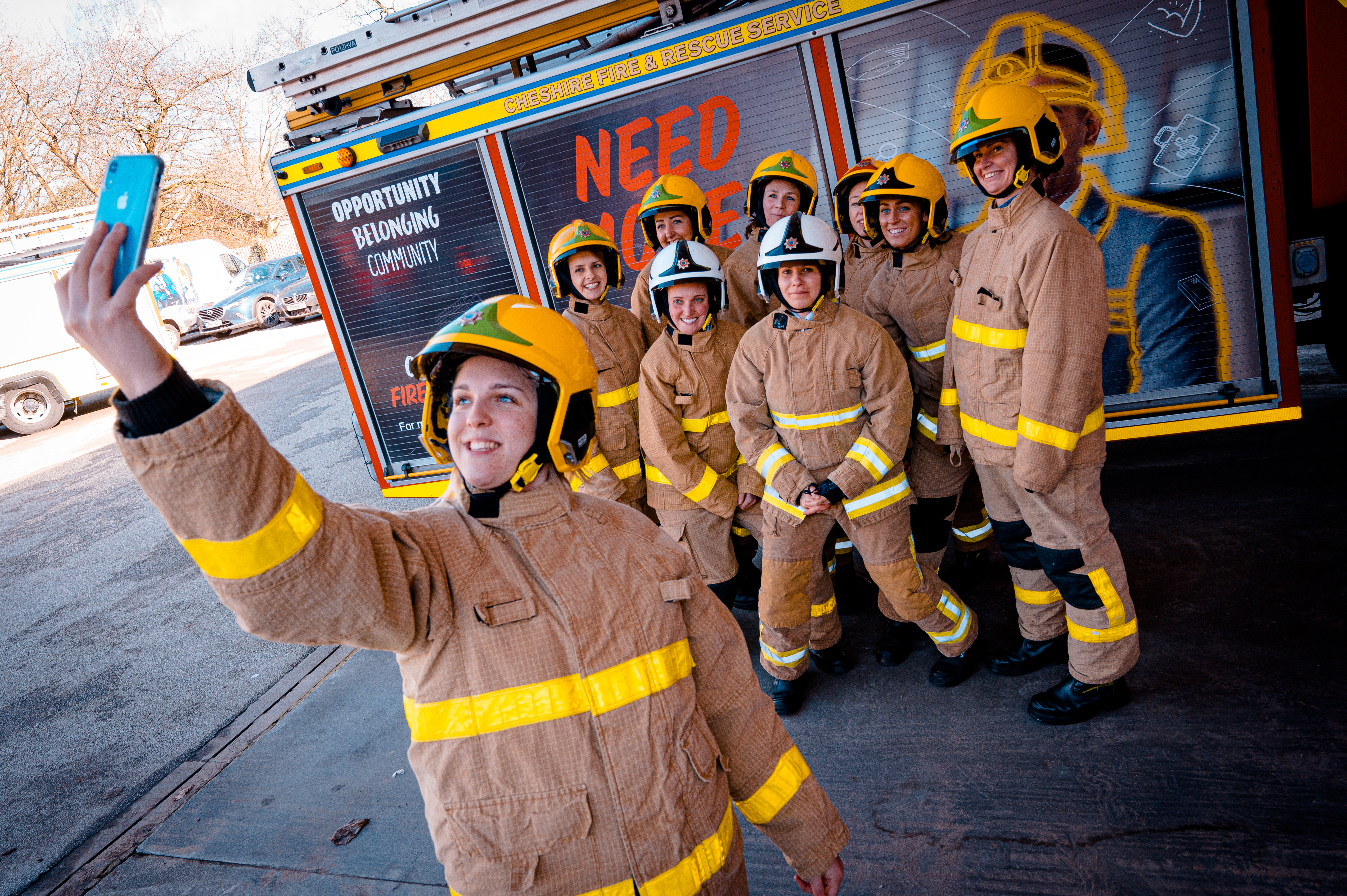
روز جهانی زن در سال ۲۰۲۰ در چشایر، انگلستان
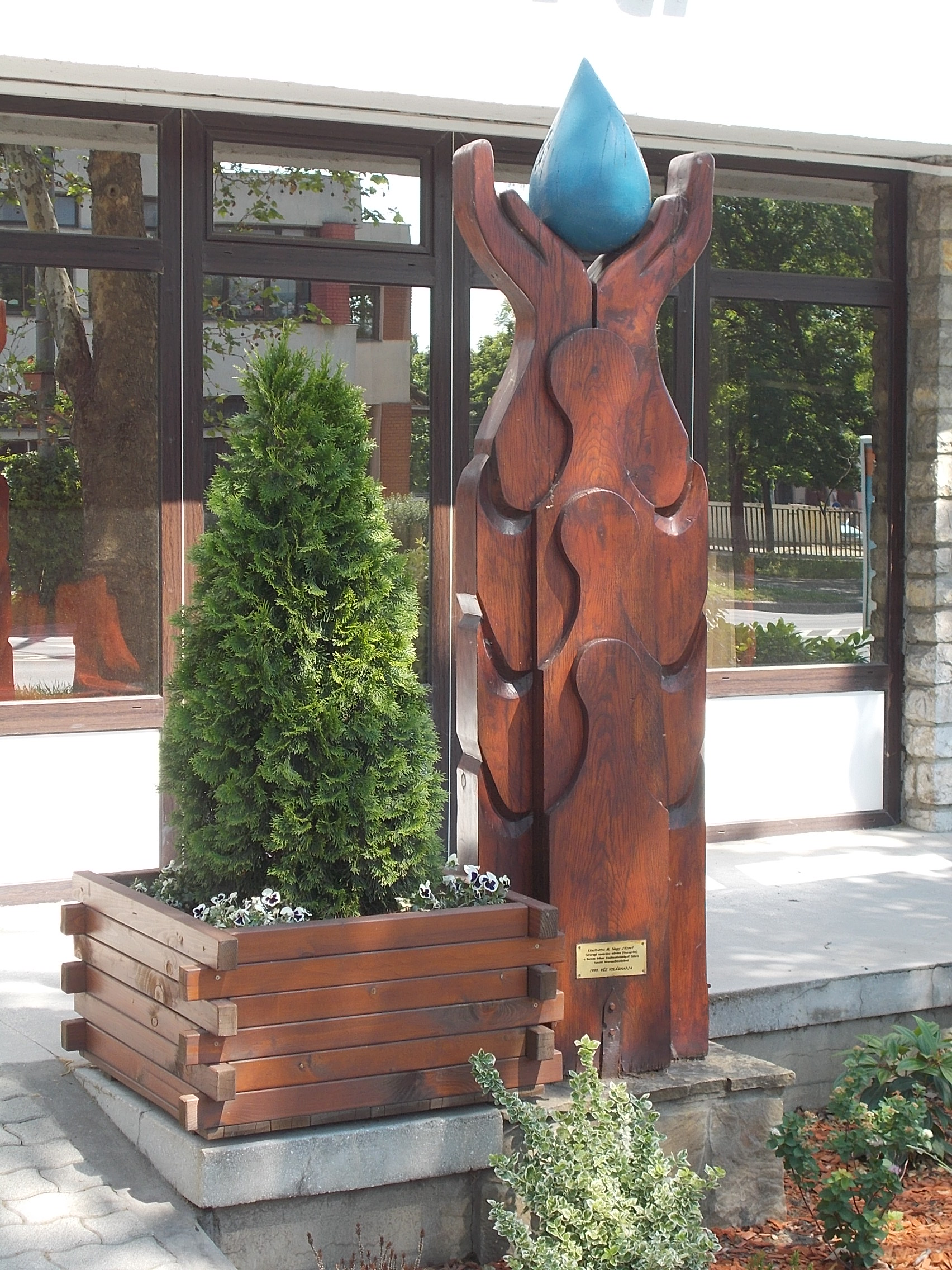
روز جهانی آب اثر جوزف مستر ناگی در مجارستان
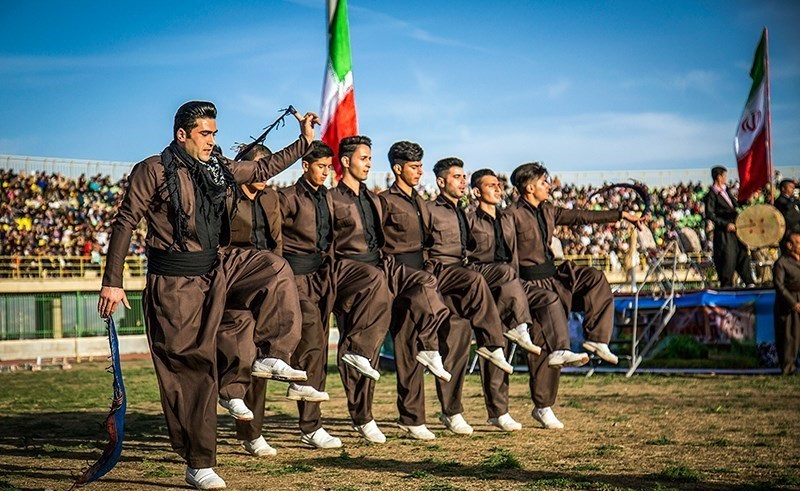
روز جهانی نوروز در سنندج، ایران

### آوریل
| تاریخ            | روز                             | شرح | منبع   |
| ---------------- | ------------------------------- | --- | ------ |
| ۶ (۱۷ فروردین)   | روز جهانی ورزش برای توسعه و صلح | در اوت ۲۰۱۳ مجمع عمومی سازمان ملل تصمیم گرفت ۶ آوریل را به عنوان روز جهانی ورزش برای توسعه و صلح اعلام کند. یونسکو آژانس اصلی سازمان ملل برای تربیت بدنی و ورزش (PES) است. یونسکو بر این باور است که ورزش وسیله ای قدرتمند برای شمول اجتماعی، برابری جنسیتی و توانمندسازی جوانان است، با مزایایی که بسیار فراتر از استادیوم‌ها احساس می‌شود. در واقع، ارزش‌های کسب شده در ورزش و از طریق آن - مانند بازی جوانمردانه و روحیه تیمی - برای کل جامعه ارزشمند است. ورزش به‌طور فزاینده ای به عنوان یک ابزار کم هزینه و با تأثیر بالا در تلاش‌های بشردوستانه، توسعه و ایجاد صلح، نه تنها توسط سیستم سازمان ملل، بلکه توسط سازمان‌های غیردولتی (NGOs)، دولت‌ها، آژانس‌های توسعه‌دهنده ورزش، شناخته شده و مورد استفاده قرار گرفته‌است. | [ ۱۷ ] |
| ۱۵ (۲۶ فروردین)  | روز جهانی هنر                   | روز جهانی هنر، جشنی برای ترویج توسعه، ترویج و لذت بردن از هنر، در چهلمین نشست کنفرانس عمومی یونسکو در سال ۲۰۱۹ اعلام شد. هنر خلاقیت، نوآوری و تنوع فرهنگی را برای همه مردم در سراسر جهان پرورش می‌دهد و نقش مهمی در به اشتراک گذاری دانش و تشویق کنجکاوی و گفتگو ایفا می‌کند. اینها ویژگی‌هایی است که هنر همیشه داشته‌است. به این ترتیب، توسعه بیشتر هنر دستیابی به جهانی آزاد و صلح آمیز را یشتر می‌کند. هر سال، در ۱۵ آوریل، جشن‌های روز جهانی هنر به تقویت پیوندهای بین خلاقیت‌های هنری و جامعه کمک می‌کند، آگاهی بیشتر از تنوع بیان‌های هنری را تشویق می‌کند و سهم هنرمندان را در توسعه پایدار برجسته می‌کند. همچنین فرصتی است تا نوری بر آموزش هنر در مدارس بتابد، زیرا فرهنگ می‌تواند راه را برای آموزش فراگیر و عادلانه هموار کند. در روز جهانی هنر چیزهای زیادی برای یادگیری، اشتراک گذاری و جشن گرفتن وجود دارد، و یونسکو همه را تشویق می‌کند تا از طریق فعالیت‌های مختلف مانند مناظره‌ها، کنفرانس‌ها، کارگاه‌ها، رویدادهای فرهنگی و ارائه‌ها یا نمایشگاه‌ها به آن بپیوندند. | [ ۱۸ ] |
| ۲۳ (۳ اردیبهشت)  | روز جهانی کتاب                  | کتاب‌ها ثابت کرده‌اند که ابزار قدرتمندی برای مبارزه با انزوا، تقویت روابط بین مردم، گسترش افق‌ها و در عین حال تحریک ذهن و خلاقیت هستند. در ماه آوریل و در تمام طول سال، بسیار مهم است که زمانی را برای مطالعه اختصاص داد. این روز زمانی است که اهمیت خواندن را گرامی بداریم، رشد کودکان را به عنوان کتابخوان تقویت کنیم و عشق مادام العمر به ادبیات و ادغام با دنیای کار را ترویج کنیم. هدف این روز این است که مردم را درگیر مطالعه کند. | [ ۱۹ ] |
| ۳۰ (۱۰ اردیبهشت) | روز جهانی جاز                   | همان‌طور که نینا سیمون بزرگ می‌گوید، «جاز فقط موسیقی نیست، یک روش زندگی است، یک شیوه بودن، یک روش تفکر است». داستان جاز در جستجوی کرامت انسانی، دموکراسی و حقوق مدنی نوشته شده‌است. به مبارزه علیه تبعیض و نژادپرستی قدرت بخشیده‌است. یونسکو به قدرت جاز به عنوان نیرویی برای صلح، گفتگو و درک متقابل باور دارد و به همین دلیل است که در نوامبر ۲۰۱۱، کنفرانس عمومی یونسکو ۳۰ آوریل را به عنوان «روز جهانی جاز» اعلام کرد. هدف از این روز افزایش آگاهی از فضایل جاز به عنوان یک ابزار آموزشی و نیرویی برای همدلی، گفتگو و افزایش همکاری بین مردم است. بسیاری از دولت‌ها، سازمان‌های جامعه مدنی، مؤسسات آموزشی و شهروندان خصوصی که در حال حاضر درگیر ترویج موسیقی جاز هستند، از این فرصت برای پرورش قدردانی بیشتر نه تنها از موسیقی، بلکه برای کمکی که می‌تواند در ایجاد جوامع فراگیرتر داشته باشد، استقبال خواهند کرد. جاز موانع را از بین می‌برد و فرصت‌هایی برای درک متقابل و مدارا ایجاد می‌کند. جاز نماد آزادی بیان است. جاز تنش بین افراد، گروه‌ها و جوامع را کاهش می‌دهد. جاز نوآوری هنری، بداهه نوازی، اشکال جدید بیان، و گنجاندن فرم‌های موسیقی سنتی را در قالب‌های جدید تشویق می‌کند. جاز گفت و گوی بین فرهنگی را تحریک می‌کند و جوانان جوامع به حاشیه رانده شده را توانمند می‌سازد. | [ ۲۰ ] |

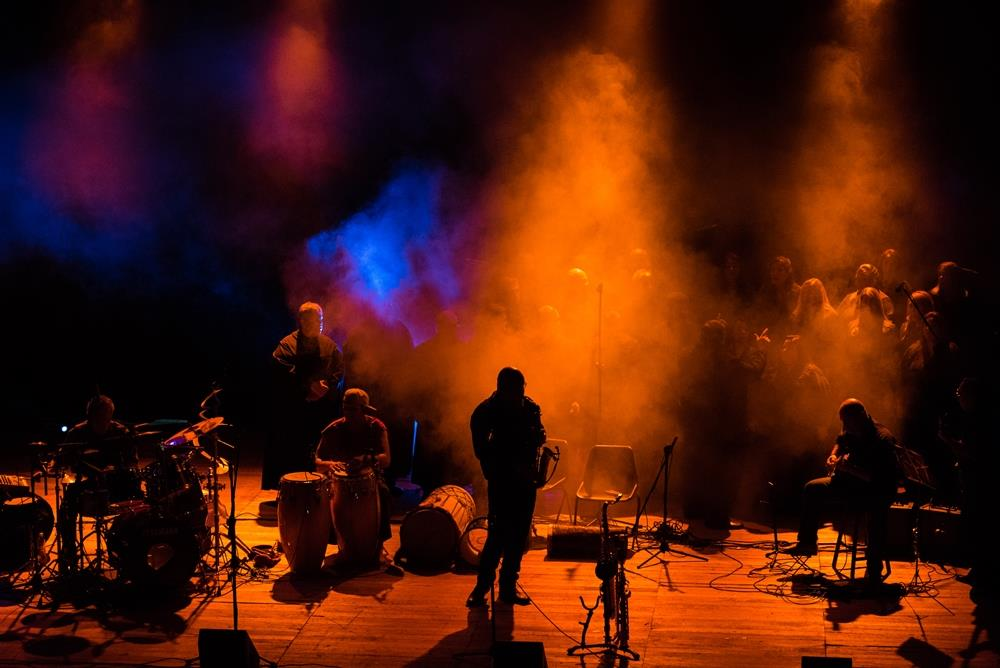
اریک ویس آتمن در روز جهانی جاز ۲۰۱۵
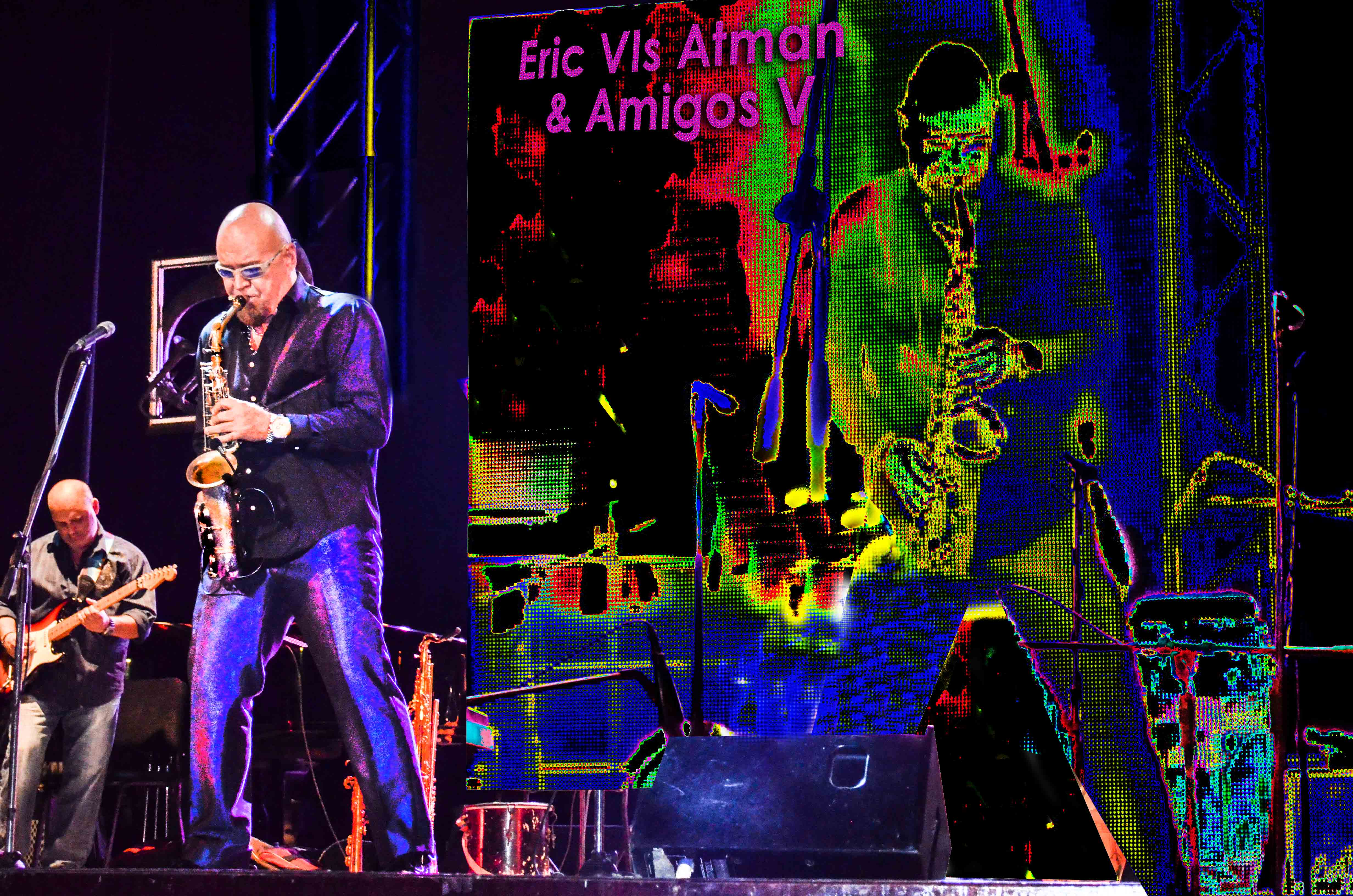
روز جهانی جاز، ۲۰۱۶
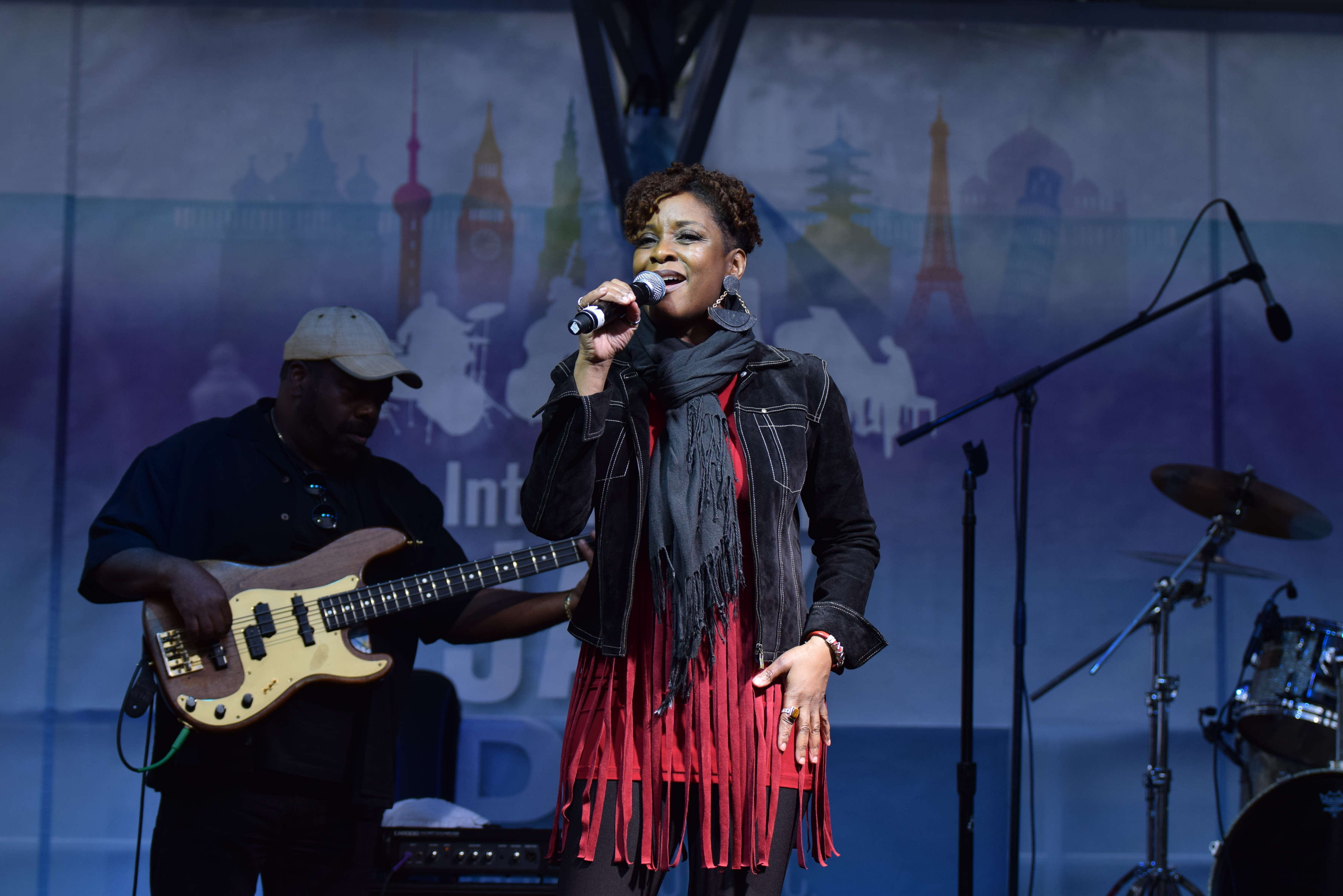
روز جهانی جاز، واشینگتن،۲۰۱۶
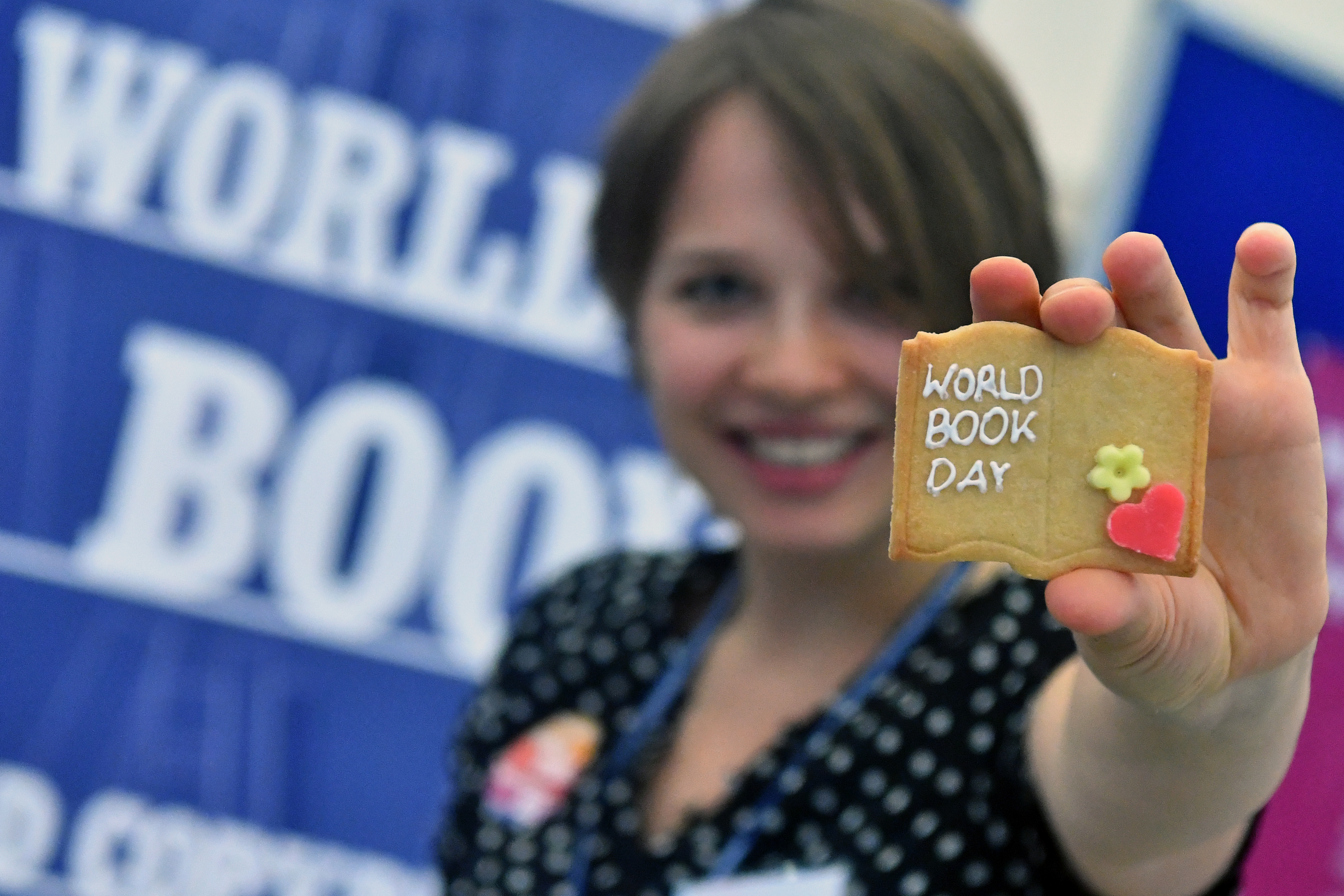
روز جهانی کتاب، ۲۰۱۹

### مه
| تاریخ            | روز                                      | شرح | منبع   |
| ---------------- | ---------------------------------------- | --- | ------ |
| ۳ (۱۳ اردیبهشت)  | روز جهانی آزادی مطبوعات                  | مجمع عمومی سازمان ملل متحد در ۲۰ دسامبر ۱۹۹۳ میلادی در چهل و هشتمین اجلاس خود روز سوم ماه مه هر سال را به‌عنوان «روز جهانی آزادی مطبوعات» اعلام کرد. این موضوع از قطعنامه مصوب همایش عمومی یونسکو در سال ۱۹۹۱ میلادی تحت عنوان «ارتقای آزادی مطبوعات در دنیا» که جراید آزاد، فراگیر، و مستقل را به عنوان یکی از اجزای ضروری جامعه دموکراتیک تلقی کرده، نشأت گرفت. | [ ۲۱ ] |
| ۵ (۱۵ اردیبهشت)  | روز میراث جهانی آفریقا                   | روز میراث جهانی آفریقا که در سی و هشتمین نشست کنفرانس عمومی یونسکو (نوامبر ۲۰۱۵) اعلام شد، فرصتی برای مردم سراسر جهان و به ویژه آفریقایی‌ها است تا میراث فرهنگی و طبیعی منحصر به فرد این قاره را جشن بگیرند. در حالی که آفریقا در فهرست میراث جهانی کمتر حضور را دارد، درصد بالایی (۳۹٪) از این آثار در فهرست میراث جهانی در خطر هستند. در مواجهه با تهدیدات مختلف معاصر، مانند تغییرات آب و هوایی، توسعه کنترل نشده، شکار غیرقانونی، ناآرامی‌های مدنی و بی‌ثباتی، بسیاری از شگفتی‌های آفریقا در خطر از دست دادن ارزش جهانی برجسته خود هستند؛ بنابراین بیش از هر زمان دیگری ضروری است که از این میراث بی بدیل محافظت و برای بهره‌مندی نسل‌های آینده حفظ شود. یونسکو متعهد به رهبری تلاش‌های جهانی برای استفاده از پتانسیل گسترده میراث فرهنگی و طبیعی آفریقا به عنوان نیرویی برای کاهش فقر و انسجام اجتماعی و همچنین محرک توسعه پایدار و نوآوری است. هدف یونسکو از طریق افزایش آگاهی جهانی از میراث آفریقا، با تمرکز ویژه بر جوانان، و بسیج همکاری‌های تقویت شده برای حفاظت از آن در سطح محلی، منطقه ای و جهانی است. | [ ۲۲ ] |
| ۵ (۱۵ اردیبهشت)  | روز جهانی زبان پرتغالی                   | این روز در سال ۲۰۰۹ توسط جامعه کشورهای پرتغالی زبان (CPLP)، یک سازمان بین دولتی که از سال ۲۰۰۰ با یونسکو مشارکت رسمی داشته‌است و مردمانی را که زبان پرتغالی به عنوان یکی از پایه‌های آن است گرد هم می‌آورد تأسیس شد. در سال ۲۰۱۹، چهلمین نشست کنفرانس عمومی یونسکو تصمیم گرفت که ۵ می هر سال را به عنوان «روز جهانی زبان پرتغالی» اعلام کند. زبان پرتغالی یکی از رایج‌ترین زبان‌ها در جهان است و بیش از ۲۶۵ میلیون گویشور در تمام قاره‌ها پراکنده دارد و پرگویش‌ترین زبان در نیمکره جنوبی است. | [ ۲۳ ] |
| ۱۶ (۲۶ اردیبهشت) | روز جهانی نور                            | نور نقش اساسی در زندگی ما دارد. در بنیادی‌ترین سطح، از طریق فتوسنتز، نور در منشأ خود حیات است. مطالعه نور منجر به منابع انرژی جایگزین امیدوارکننده، پیشرفت‌های پزشکی نجات بخش در فناوری تشخیص و درمان، اینترنت پرسرعت و بسیاری اکتشافات دیگر شده‌است که جامعه را متحول کرده و درک ما از جهان را شکل داده‌است. این فن‌آوری‌ها طی قرن‌ها تحقیق بنیادی در مورد خواص نور توسعه یافتند که با شروع کار اصلی ابن هیثم، کتاب المناظر که در سال ۱۰۱۵ منتشر شد و شامل کار اینشتین در آغاز قرن بیستم می‌شود. طرز تفکر ما در مورد زمان و نور را تغییر داد. روز جهانی نور نقشی را که نور در علم، فرهنگ و هنر، آموزش، و توسعه پایدار و در زمینه‌های متنوعی مانند پزشکی، ارتباطات و انرژی ایفا می‌کند جشن می‌گیرد. این جشن به بسیاری از بخش‌های مختلف جامعه در سرتاسر جهان اجازه می‌دهد تا در فعالیت‌هایی شرکت کنند که نشان می‌دهد چگونه علم، فناوری، هنر و فرهنگ می‌توانند به دستیابی به اهداف یونسکو کمک کنند. روز جهانی نور در ۱۶ می هر سال، سالگرد اولین عملیات موفقیت‌آمیز لیزر در سال ۱۹۶۰ توسط فیزیکدان و مهندس، تئودور میمن، جشن گرفته می‌شود. این روز فراخوانی برای تقویت همکاری‌های علمی و استفاده از پتانسیل آن برای تقویت صلح و توسعه پایدار است. | [ ۲۴ ] |
| ۱۶ (۲۶ اردیبهشت) | روز جهانی زندگی با هم در صلح             | زندگی مشترک در صلح به معنای پذیرش تفاوت‌ها و داشتن توانایی گوش دادن، شناخت، احترام گذاشتن و قدردانی از دیگران و همچنین زندگی در یک راه مسالمت آمیز و متحد است. هدف این روز حمایت از میل به زندگی و عمل با هم، متحد در تفاوت‌ها و تنوع، به منظور ساختن جهانی پایدار از صلح، همبستگی و هماهنگی است. این روز از کشورها دعوت می‌کند تا آشتی را برای کمک به تضمین صلح و توسعه پایدار، از جمله از طریق همکاری با جوامع، رهبران مذهبی و … از طریق اقدامات آشتی‌جویانه و تشویق به بخشش و شفقت در میان افراد، ترویج کنند. | [ ۲۵ ] |
| ۲۱ (۳۱ اردیبهشت) | روز جهانی تنوع فرهنگی برای گفتگو و توسعه | روز جهانی تنوع فرهنگی برای گفتگو و توسعه نه تنها غنای فرهنگ‌های جهان، بلکه نقش اساسی گفتگوی بین فرهنگی برای دستیابی به صلح و توسعه پایدار را گرامی می‌دارد. مجمع عمومی سازمان ملل متحد برای اولین بار در سال ۲۰۰۲ این روز جهانی را پس از تصویب اعلامیه جهانی تنوع فرهنگی توسط یونسکو در سال ۲۰۰۱ اعلام کرد و نیاز به «افزایش ظرفیت فرهنگ به عنوان وسیله ای برای دستیابی به رفاه، توسعه پایدار و همزیستی مسالمت آمیز جهانی» را تشخیص داد. روز جهانی تنوع فرهنگی برای گفتگو و توسعه فرصتی برای ترویج فرهنگ و برجسته کردن اهمیت تنوع آن به عنوان عاملی برای تغییرات مثبت است. این روز فرصتی است برای تجلیل از اشکال مختلف فرهنگ، از ملموس و ناملموس، تا صنایع خلاق، تا تنوع بیان فرهنگی و تأمل در مورد اینکه چگونه اینها به گفتگو، درک متقابل و توسعه زیست‌محیطی و اقتصادی پایداری کمک می‌کنند. | [ ۲۶ ] |
| ۲۲ (۱ خرداد)     | روز جهانی تنوع زیستی                     | تنوع زیستی بافت زنده سیاره ماست. زیربنای رفاه انسان در حال و آینده است و زوال سریع آن، طبیعت و مردم را به‌طور یکسان تهدید می‌کند. بر اساس گزارش ارزیابی جهانی در مورد تنوع زیستی و خدمات اکوسیستمی که در سال ۲۰۱۹ توسط پلتفرم علم سیاست بین دولتی در زمینه تنوع زیستی و خدمات اکوسیستمی (IPBES) در یونسکو منتشر شد، عوامل اصلی جهانی از دست دادن تنوع زیستی تغییرات آب و هوایی و گونه‌های مهاجم، بهره‌برداری بیش از حد از منابع طبیعی، آلودگی و شهرنشینی هستند. برای متوقف کردن یا معکوس کردن این کاهش، تغییر نقش، اقدامات و روابط مردم با تنوع زیستی حیاتی است. یونسکو همچنین کشورهای عضو و مردم آن‌ها را در تلاش‌هایشان برای توقف از دست دادن تنوع زیستی با درک، قدردانی، حفاظت و استفاده پایدار از تنوع زیستی همراهی می‌کند. سازمان ملل متحد این روز را برای افزایش درک و آگاهی از مسائل مربوط به تنوع زیستی اعلام کرده‌است. | [ ۲۷ ] |

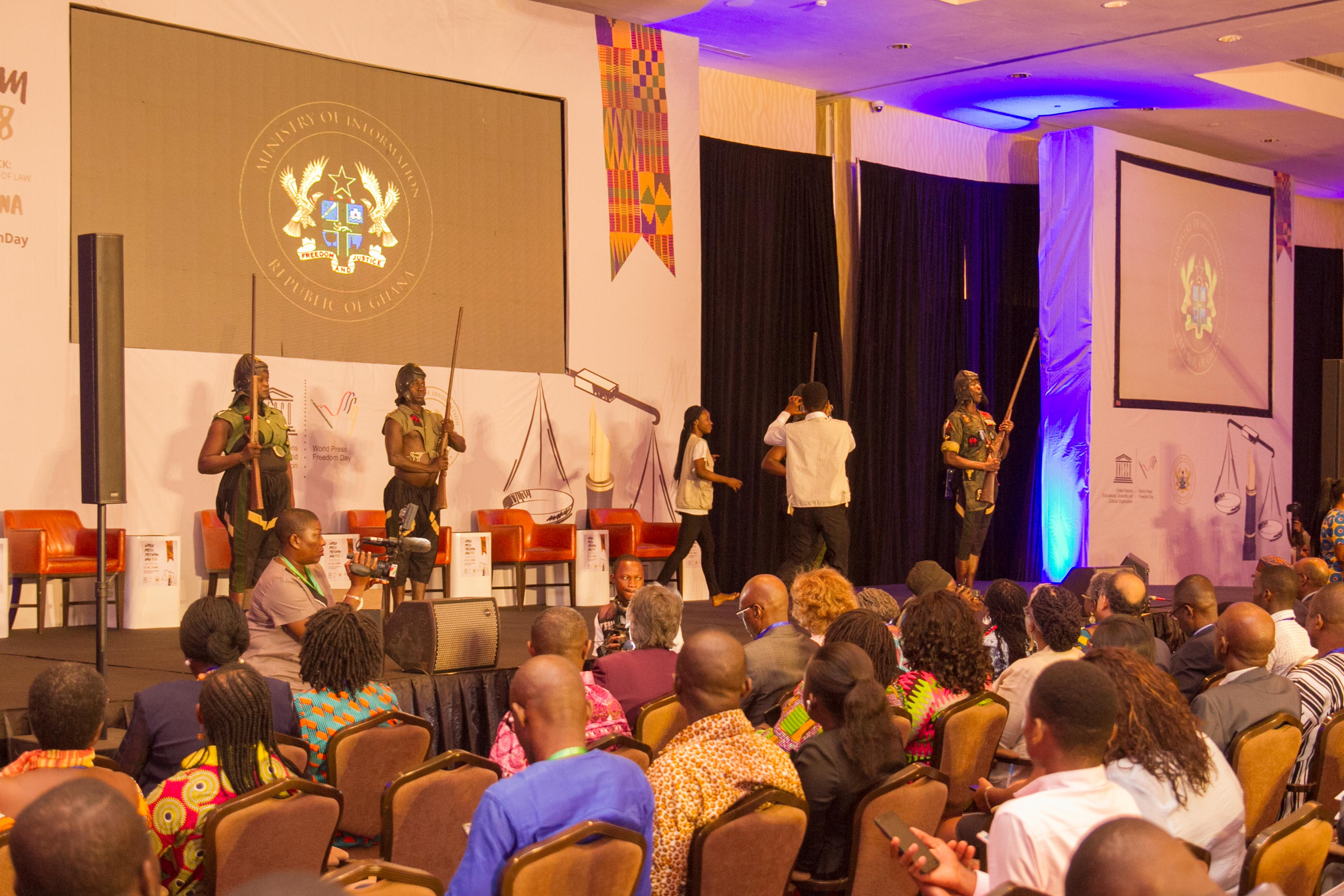
روز جهانی آزادی مطبوعات

### ژوئن
| تاریخ        | روز                                      | شرح | منبع   |
| ------------ | ---------------------------------------- | --- | ------ |
| ۵ (۱۵ خرداد) | روز جهانی محیط زیست                      | سازمان ملل متحد ۵ ژوئن را به عنوان روز جهانی محیط زیست نامگذاری کرد تا تأکید کند که حفاظت و سلامت محیط زیست یک موضوع مهم است که بر رفاه مردم و توسعه اقتصادی در سراسر جهان تأثیر می‌گذارد. بزرگداشت این روز فرصتی را برای ما فراهم می‌کند تا زمینه را برای عقیده روشنگرانه و رفتار مسئولانه افراد، بنگاه‌ها و جوامع در حفظ و ارتقای محیط زیست گسترش دهیم. سال ۱۹۷۲ با اولین کنفرانس بزرگ در مورد مسائل زیست‌محیطی، معروف به کنفرانس محیط زیست انسانی یا کنفرانس استکهلم نقطه عطفی در توسعه سیاست بین‌المللی محیط زیست بود. سپس در همان سال، در ۱۵ دسامبر، مجمع عمومی قطعنامه ای را تصویب کرد که در آن روز ۵ ژوئن به عنوان روز جهانی محیط زیست نامگذاری شد. | [ ۲۸ ] |
| ۸ (۱۸ خرداد) | روز جهانی اقیانوس‌ها                      | در ۵ دسامبر ۲۰۰۸، مجمع عمومی سازمان ملل متحد ۸ ژوئن را به عنوان روز جهانی اقیانوس‌ها تعیین کرد. مفهوم روز جهانی اقیانوس‌ها برای اولین بار در سال ۱۹۹۲ در اجلاس زمین در ریودوژانیرو به عنوان راهی برای جشن گرفتن اقیانوس مشترک جهان و ارتباط شخصی ما با دریا و همچنین برای افزایش آگاهی در مورد نقش حیاتی اقیانوس در زندگی ما و راه‌های مهمی که مردم می‌توانند به محافظت از آن کمک کنند مطرح شد. کمیسیون اقیانوس‌شناسی بین‌دولتی یونسکو (IOC) با مشارکت پورتال رسمی روز جهانی اقیانوس‌ها در ایجاد حمایت از رویدادهای آگاهی اقیانوس‌ها در ۸ ژوئن نقش اساسی دارد. ما روز جهانی اقیانوس‌ها را جشن می‌گیریم تا نقش مهم اقیانوس‌ها در زندگی روزمره را به همه یادآوری کنیم. آنها ریه‌های سیاره ما هستند و بیشتر اکسیژنی که تنفس می‌کنیم را تأمین می‌کنند. هدف از این روز آگاه کردن مردم از تأثیر اعمال انسان بر اقیانوس، توسعه حرکت جهانی شهروندان برای اقیانوس، و بسیج و متحد کردن جمعیت جهان در پروژه ای برای مدیریت پایدار اقیانوس‌های جهان است. آنها منبع اصلی غذا و دارو و بخش مهمی از بیوسفر هستند. | [ ۲۹ ] |
| ۲۶ (۵ تیر)   | روز جهانی مقابله با بیابان‌زایی و خشکسالی | بیابان زایی و خشکسالی مسائلی هستند که ابعاد جهانی دارند، زیرا همه مناطق جهان را تحت تأثیر قرار می‌دهند و برای رفع آنها به اقدام مشترک جامعه بین‌المللی به ویژه در آفریقا نیاز است. مجمع عمومی سازمان ملل متحد که در دسامبر ۱۹۹۴ به تصویب رسید، ۱۷ ژوئن را به عنوان «روز جهانی مبارزه با بیابان زایی و خشکسالی» اعلام کرد. یونسکو برای برنامه هیدرولوژیکی بین دولتی (IHP) و برنامه انسان و زیست‌کره (MAB) تخصص علمی ارائه می‌دهد. اکوسیستم‌های دیم که بیش از یک سوم مساحت زمین را پوشش می‌دهند، در برابر بهره‌برداری بیش از حد و استفاده نامناسب از زمین بسیار آسیب‌پذیر هستند. بیابان زایی که تخریب زمین در مناطق خشک، نیمه خشک و خشک نیمه مرطوب است، عمدتاً ناشی از فعالیت‌های انسانی و تغییرات آب و هوایی است و فقیرترین افراد جهان را تحت تأثیر قرار می‌دهد. تصمیماتی که ما هر روز در مورد اینکه چه چیزی بخریم، بخوریم، بنوشیم، بپوشیم و چگونه سفر کنیم می‌گیریم - همه بر منابع زمین تأثیر دارند. روز بیابان زدایی و خشکسالی هر ساله برای ارتقای آگاهی عمومی برگزار می‌شود. این روز یک لحظه منحصر به فرد برای یادآوری به همه است. بزرگداشت این روز توسط دبیرخانه کنوانسیون سازمان ملل متحد برای مبارزه با بیابان زایی برگزار می‌شود. | [ ۳۰ ] |

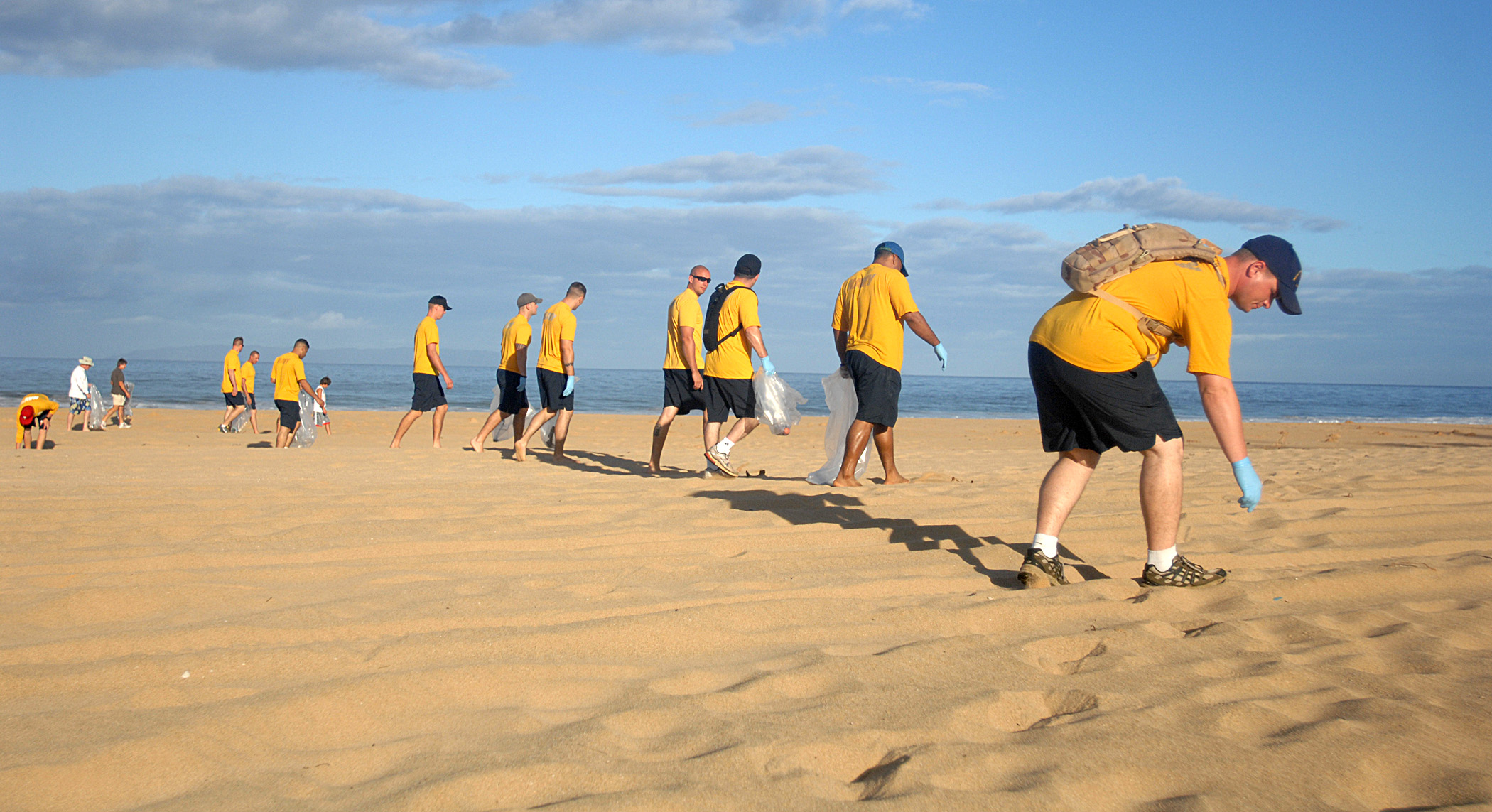
روز جهانی اقیانوس‌ها
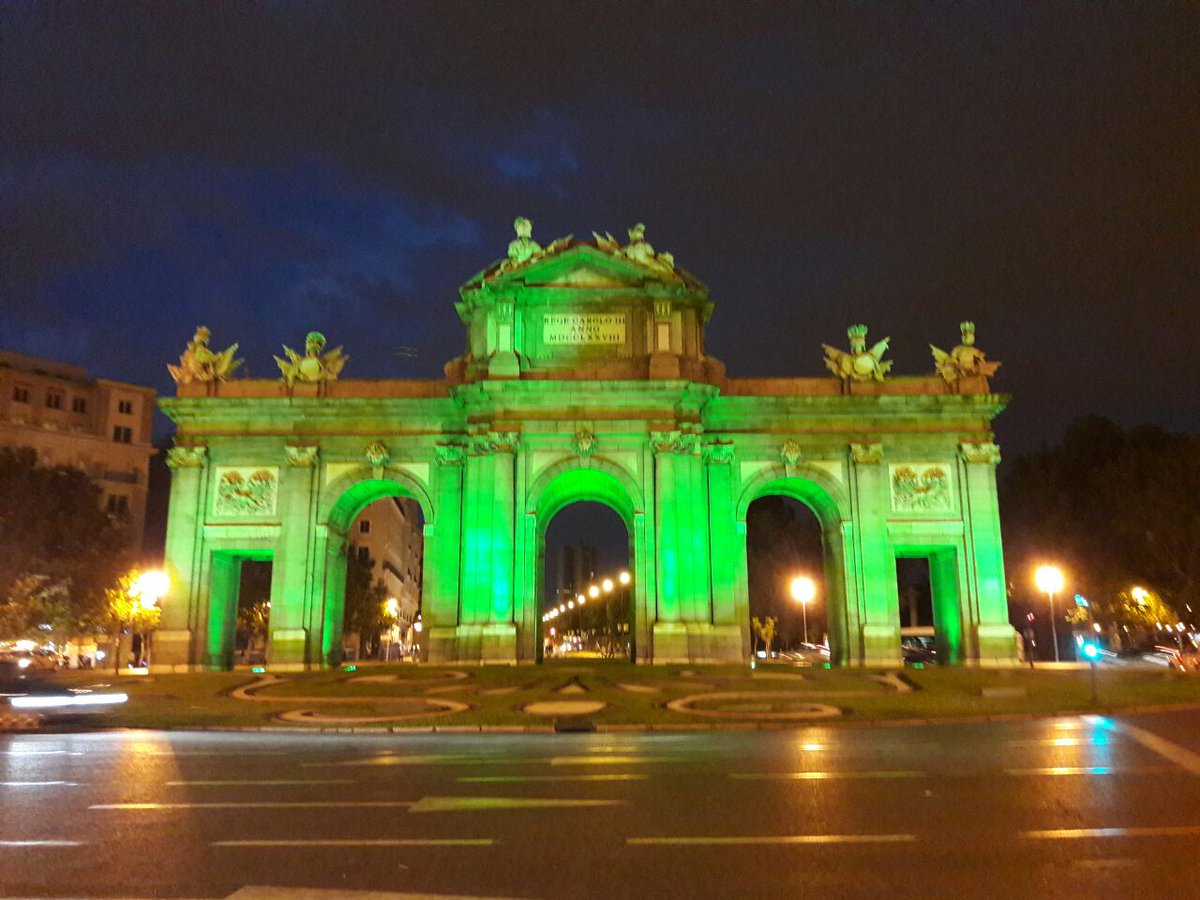
روز جهانی محیط زیست در اسپانیا

### ژوئیه
| تاریخ         | روز                             | شرح | منبع   |
| ------------- | ------------------------------- | --- | ------ |
| ۱۸ (۲۷ تیر)   | روز جهانی نلسون ماندلا          | نلسون ماندلا، دولتمردی بزرگ و بنیان‌گذار صلح در آفریقای جنوبی، نماد مبارزه با ظلم، عدالت‌خواهی، برابری و همبستگی است. در دوران ناآرامی، او قدرت ایستادگی در برابر ستم، پیروزی عدالت بر نابرابری و برتری بخشش بر نفرت را به ما نشان داد. میراث او، به‌عنوان سفیر حسن نیت یونسکو و برنده جایزه صلح ۱۹۹۱، با مأموریت یونسکو در توانمندسازی برابر زنان و مردان و ترویج گفت‌وگو و همبستگی همسو است. در مسیر تحقق توسعه پایدار، آموزه‌های او همچنان الهام‌بخش صلح و عدالت است.                                                           | [ ۳۱ ] |
| ۲۶ (۴ امرداد) | روز جهانی حفاظت از اکوسیستم حرا | حرا، اکوسیستم‌های کمیاب و پرباری در مرز خشکی و دریا، نقشی حیاتی در حفظ تنوع زیستی، امنیت غذایی و حفاظت از جوامع ساحلی دارند. آن‌ها به‌عنوان سد طبیعی در برابر طوفان‌ها و افزایش سطح دریا عمل کرده و در جذب کربن مؤثرند. بااین‌حال، حرا با سرعتی چند برابر جنگل‌های جهان در حال ناپدید شدن است. یونسکو با حفاظت از این اکوسیستم از طریق ذخایر زیست‌کره و سایت‌های میراث جهانی، به توسعه پایدار جوامع محلی کمک می‌کند. روز جهانی حفاظت از اکوسیستم حرا، ۲۶ ژوئیه، برای آگاهی‌بخشی دربارهٔ اهمیت و مدیریت پایدار این زیست‌بوم برگزار می‌شود. | [ ۳۲ ] |

### اوت
| تاریخ          | روز                                   | شرح | منبع   |
| -------------- | ------------------------------------- | --- | ------ |
| ۹ (۱۸ امرداد)  | روز جهانی مردم بومی جهان              | مجمع عمومی سازمان ملل در سال ۱۹۹۴، روز ۹ اوت را به عنوان روز جهانی مردمان بومی تعیین کرد، که مصادف با اولین نشست گروه کاری سازمان ملل در مورد جمعیت‌های بومی در سال ۱۹۸۲ است. یونسکو هر سال این روز را با انتشار اطلاعات دربارهٔ پروژه‌ها و فعالیت‌های مرتبط گرامی می‌دارد. مردمان بومی که حدود ۲۲ درصد مساحت زمین را در اختیار دارند، با جمعیتی بین ۳۷۰ تا ۵۰۰ میلیون نفر، بخش بزرگی از تنوع فرهنگی و زبانی جهان را تشکیل می‌دهند. با این حال، بسیاری از آنها همچنان با حاشیه‌نشینی، فقر و نقض حقوق بشر روبه‌رو هستند. یونسکو با همکاری مردمان بومی، در جهت مقابله با چالش‌های آن‌ها و حفظ تنوع فرهنگی و زیستی جهان تلاش می‌کند. | [ ۳۳ ] |
| ۱۲ (۲۱ امرداد) | روز جهانی جوانان                      | مجمع عمومی سازمان ملل در ۱۷ دسامبر ۱۹۹۹ ، پیشنهاد کنفرانس جهانی وزرای مسئول جوانان را تأیید کرد و ۱۲ اوت را به عنوان روز جهانی جوانان اعلام نمود. این روز برای افزایش آگاهی دربارهٔ برنامه جهانی اقدام برای جوانان در نظر گرفته شد. قطعنامه ۲۲۵۰ شورای امنیت بر نقش کلیدی جوانان در ترویج صلح و مقابله با افراط‌گرایی تأکید دارد. همچنین، برنامه جوانان یونسکو معتقد است که جوانان نه‌تنها ذینفع، بلکه رهبران و شرکای اصلی در حل چالش‌های جهانی هستند و باید در توسعه اجتماعی مشارکت فعال داشته باشند. یونسکو در چارچوب استراتژی جوانان ۲۰۱۴–۲۰۲۱، بر حمایت از صدای جوانان و ایجاد محیطی توانمند برای اقدام آن‌ها تمرکز دارد. | [ ۳۴ ] |
| ۲۳ (۱ شهریور)  | روز جهانی یادآوری تجارت برده و لغو آن | روز جهانی یادبود تجارت برده و لغو آن هر سال در ۲۳ اوت، به یاد قیام ۲۲–۲۳ اوت ۱۷۹۱ در سانتو دومینگو (هائیتی و جمهوری دومینیکن امروزی) گرامی داشته می‌شود، که نقشی مهم در پایان دادن به تجارت برده در اقیانوس اطلس داشت. این روز برای ثبت این تراژدی در حافظه جهانی و بررسی تاریخی علل، پیامدها و تعاملات ناشی از تجارت برده میان آفریقا، اروپا، آمریکا و کارائیب در نظر گرفته شده است. یونسکو از وزرای فرهنگ کشورها می‌خواهد که برنامه‌هایی آموزشی و فرهنگی، با مشارکت جوانان، مربیان، هنرمندان و روشنفکران برگزار کنند. این روز برای نخستین بار در هائیتی (۱۹۹۸) و سنگال (۱۹۹۹) جشن گرفته شد. در سال ۲۰۰۱، موزه‌ای در فرانسه نمایشگاهی دربارهٔ پارچه‌هایی که در قرن‌های ۱۷ و ۱۸ به عنوان ارز در تجارت برده استفاده می‌شد، برگزار کرد. هیئت اجرایی یونسکو در بیست و نهمین نشست خود قطعنامه‌ای در این زمینه تصویب کرد. | [ ۳۵ ] |

### سپتامبر
| تاریخ          | روز                               | شرح | منبع   |
| -------------- | --------------------------------- | --- | ------ |
| ۸ (۱۷ شهریور)  | روز جهانی سوادآموزی               | از سال ۱۹۶۷، جشن‌های روز جهانی سوادآموزی (ILD) هر ساله در سراسر جهان برگزار می‌شود تا اهمیت سوادآموزی را به‌عنوان یک امر کرامتی و حقوق بشری به مردم یادآوری کند و دستور کار سوادآموزی را به سوی جامعه‌ای باسوادتر و پایدارتر پیش ببرد. علیرغم پیشرفت‌های صورت گرفته، چالش‌های سوادآموزی با حداقل ۷۷۳ میلیون جوان و بزرگسال که امروزه فاقد مهارت‌های اولیه سواد هستند، وجود دارد. روز جهانی سوادآموزی (ILD) 2021 با موضوع «سواد برای بازیابی انسان محور: کاهش شکاف دیجیتال» جشن گرفته می‌شود. بحران COVID-19 یادگیری کودکان، جوانان و بزرگسالان را در مقیاس بی‌سابقه ای مختل کرده‌است. همچنین نابرابری‌های موجود در دسترسی به فرصت‌های یادگیری سوادآموزی معنادار را تشدید کرده‌است و به‌طور نامتناسبی بر ۷۷۳ میلیون جوان و بزرگسال بی سواد تأثیر گذاشته‌است. سوادآموزی جوانان و بزرگسالان در بسیاری از طرح‌های اولیه واکنش ملی غایب بود، در حالی که بسیاری از برنامه‌های سوادآموزی مجبور به توقف شیوه‌های معمول عملکرد خود شده‌اند. حتی در زمان بحران جهانی، تلاش‌هایی برای یافتن راه‌های جایگزین برای اطمینان از تداوم یادگیری، از جمله آموزش از راه دور، اغلب در ترکیب با یادگیری حضوری، صورت گرفته‌است. دسترسی به فرصت‌های یادگیری سوادآموزی، با این حال، به‌طور مساوی توزیع نشده‌است. تغییر سریع به سمت آموزش از راه دور همچنین شکاف دیجیتالی پایدار را از نظر اتصال، زیرساخت و توانایی درگیر شدن با فناوری، و همچنین تفاوت در سایر خدمات مانند دسترسی به برق، که گزینه‌های یادگیری محدودی دارد، برجسته کرد. با این حال، این بیماری همه گیر یادآور اهمیت حیاتی سواد بود. سوادآموزی فراتر از اهمیت ذاتی آن به عنوان بخشی از حق آموزش، افراد را توانمند می‌سازد و با گسترش توانایی‌هایشان برای انتخاب نوعی زندگی که می‌توانند برایشان ارزش قائل باشند، زندگی آنها را بهبود می‌بخشد. همچنین محرکی برای توسعه پایدار است. سوادآموزی بخشی جدایی ناپذیر از آموزش و یادگیری مادام‌العمر است که بر اساس انسان‌گرایی، همان‌طور که در هدف توسعه پایدار ۴ تعریف شده‌است، است؛ بنابراین، سواد در بازیابی انسان محور از بحران COVID-19 نقش اساسی دارد. ILD 2021 با تمرکز ویژه بر تعامل سواد و مهارت‌های دیجیتالی مورد نیاز جوانان و بزرگسالان بی سواد، بررسی خواهد کرد که چگونه سواد می‌تواند به ایجاد یک پایه محکم برای بهبودی انسان محور کمک کند. همچنین بررسی خواهد کرد که چه چیزی یادگیری سوادآموزی مبتنی بر فناوری را فراگیر و معنادار می‌کند تا کسی را پشت سر نگذارد. با انجام این کار، ILD2021 فرصتی برای تجسم مجدد آموزش و یادگیری سوادآموزی در آینده، در درون و فراتر از زمینه بیماری همه گیر خواهد بود. | [ ۳۶ ] |
| ۱۵ (۲۴ شهریور) | روز جهانی دموکراسی                | روز جهانی دموکراسی فرصتی را برای بررسی وضعیت دموکراسی در جهان فراهم می‌کند. دموکراسی به همان اندازه که یک هدف است، یک فرایند است و تنها با مشارکت و حمایت کامل جامعه بین‌المللی، نهادهای حاکمیتی ملی، جامعه مدنی و افراد، می‌توان آرمان دموکراسی را به واقعیت تبدیل کرد تا همه در همه جا از آن لذت ببرند. . ارزش‌های آزادی، احترام به حقوق بشر و اصل برگزاری انتخابات دوره‌ای و واقعی با رأی عمومی از عناصر اساسی دموکراسی است. به نوبه خود، دموکراسی محیط طبیعی را برای حفاظت و تحقق مؤثر حقوق بشر فراهم می‌کند. در هر یک از لحظات کلیدی که تاریخ معاصر را مشخص کرده‌است، یونسکو از توسعه مسالمت آمیز جوامع با مشارکت در ساخت و تحکیم دموکراسی و توسعه نهادهای دموکراتیک، به ویژه در دوران گذار، حمایت کرده‌است. کمتر خواندن این سازمان از بدو تأسیس به دنبال ترویج آرمان‌های همه مردم، به‌ویژه زنان و مردان جوان، برای تلاش برای تحقق ارزش‌های مشترک جهانی، مانند مدارا، کثرت‌گرایی، احترام به حقوق بشر، آزادی و گفتگو است. | [ ۳۷ ] |
| ۲۰ (۲۹ شهریور) | روز جهانی ورزش دانشگاهی           | ورزش دانشگاهی به عنوان ناقل ارزش‌های انسانی، اجتماعی و مدنی که به‌طور کامل در آموزش شهروندان امروز و فردا ادغام شده‌است، جایگاه بسیار ویژه ای در دنیای ورزش دارد. با قرار دادن ورزش در قلب گفتگو بین معلمان و دانش آموزان، روز جهانی ورزش دانشگاهی که توسط یونسکو و فدراسیون بین‌المللی ورزش‌های دانشگاهی جشن گرفته می‌شود، با هدف ترویج این ارزش‌ها در میان بزرگسالان جوان و از طریق آنها به جامعه به عنوان یک کل است. گفت و گو، احترام به خود و احترام به دیگران، بازی جوانمردانه و دستیابی به تعالی همگی از اصول چارچوب آموزش دانش آموزان هستند. آموزش و ورزش باید هسته اصلی جوامع ما باشد و این روز با در دسترس قرار دادن ورزش برای همه و تشویق مردم به ورزش منظم، انجمنی را برای برجسته کردن نقش اجتماعی دانشگاه‌ها و برنامه‌های درسی آنها فراهم می‌کند. جشن این روز همچنین فرصتی را برای یونسکو فراهم می‌کند تا بر تعهد خود به توسعه فردی و جمعی از طریق ورزش و آموزش تأکید کند، همان‌طور که در منشور بین‌المللی تربیت بدنی، فعالیت بدنی و ورزش و کنوانسیون بین‌المللی مبارزه با دوپینگ در ورزش آمده‌است. | [ ۳۸ ] |
| ۲۱ (۳۰ شهریور) | روز جهانی صلح                     | روز جهانی صلح، قدرت همبستگی جهانی برای ساختن جهانی صلح آمیز و پایدار را جشن می‌گیرد. این هرگز در زمان چالش‌های بی‌سابقه به این اندازه مهم نبوده‌است. نیروهای جدیدی از تفرقه ظهور کرده‌اند که نفرت و عدم مدارا را گسترش می‌دهند. تروریسم به خشونت دامن می‌زند، در حالی که افراط گرایی خشونت‌آمیز به دنبال مسموم کردن ذهن افراد آسیب‌پذیر و جوان است. در فقیرترین و کم‌توسعه‌یافته‌ترین بخش‌های جهان، بلایای طبیعی مرتبط با آب و هوا، شکنندگی موجود را تشدید می‌کند، مهاجرت اجباری را افزایش می‌دهد و خطر خشونت را افزایش می‌دهد. موانع صلح پیچیده و شیب دار هستند -- هیچ کشوری نمی‌تواند به تنهایی آنها را حل کند. انجام این کار مستلزم اشکال جدیدی از همبستگی و اقدام مشترک است که هر چه زودتر شروع شود. ایجاد فرهنگ صلح و توسعه پایدار در قلب دستورها یونسکو است. آموزش و تحقیق در زمینه توسعه پایدار و همچنین آموزش حقوق بشر، مهارت‌های روابط صلح‌آمیز، حکمرانی خوب، یادآوری هولوکاست، جلوگیری از درگیری و ایجاد صلح از اولویت‌ها هستند. | [ ۳۹ ] |
| ۲۸ (۶ مهر)     | روز جهانی دسترسی جهانی به اطلاعات | با به رسمیت شناختن اهمیت دسترسی به اطلاعات، هفتاد و چهارمین مجمع عمومی سازمان ملل متحد، ۲۸ سپتامبر را به عنوان روز جهانی دسترسی جهانی به اطلاعات (IDUAI) در سطح سازمان ملل در اکتبر ۲۰۱۹ اعلام کرد. این روز توسط کنفرانس عمومی یونسکو در سال ۲۰۱۵ و به دنبال آن اعلام شد. تصویب قطعنامه 38 C/۵۷ مبنی بر اعلام ۲۸ سپتامبر هر سال به عنوان روز جهانی دسترسی جهانی به اطلاعات (IDUAI). موضوع روز جهانی دسترسی جهانی به اطلاعات در سال ۲۰۲۱ نقش قوانین دسترسی به اطلاعات و اجرای آنها را برای ایجاد نهادهای قوی برای منافع عمومی و توسعه پایدار و همچنین تقویت حق اطلاعات و همکاری بین‌المللی در زمینه اجرای این حق بشر است. یونسکو و برنامه‌های بین دولتی آن - برنامه بین‌المللی توسعه ارتباطات و برنامه اطلاعات برای همه - بستر و چارچوبی را برای همه ذینفعان فراهم می‌کند تا در بحث‌های بین‌المللی در مورد سیاست‌ها و دستورالعمل‌ها در زمینه دسترسی به اطلاعات شرکت کنند. | [ ۴۰ ] |

### اکتبر
| تاریخ       | روز                            | شرح | منبع   |
| ----------- | ------------------------------ | --- | ------ |
| ۵ (۱۳ مهر)  | روز جهانی معلم                 | روز جهانی معلم هر ساله در ۵ اکتبر برای تجلیل از معلمان در سراسر جهان برگزار می‌شود. این یادبود سالگرد تصویب توصیه نامه 1966 ILO/یونسکو در مورد وضعیت معلمان است که معیارهایی را در مورد حقوق و مسئولیت‌های معلمان و استانداردهایی برای آمادگی اولیه و آموزش بیشتر، استخدام، استخدام، و شرایط تدریس و یادگیری تعیین می‌کند. . توصیه مربوط به وضعیت پرسنل آموزشی آموزش عالی در سال ۱۹۹۷ برای تکمیل توصیه ۱۹۶۶ با پوشش کارکنان آموزشی در آموزش عالی به تصویب رسید. روز جهانی معلم از سال ۱۹۹۴ جشن گرفته شده‌است. روز جهانی معلم با مشارکت سازمان بین‌المللی کار (ILO)، یونیسف و آموزش بین‌المللی (EI) برگزار می‌شود. | [ ۴۱ ] |
| ۱۱ (۱۹ مهر) | روز جهانی دختر                 | در ۱۹ دسامبر ۲۰۱۱، مجمع عمومی سازمان ملل متحد قطعنامه 66/170 (link is external) را تصویب کرد که ۱۱ اکتبر را به عنوان روز جهانی دختر بچه اعلام کرد تا حقوق دختران و چالش‌های منحصر به فردی که دختران در سراسر جهان با آن روبرو هستند را به رسمیت بشناسند. روز جهانی دختر بچه توجه را بر لزوم رسیدگی به چالش‌های پیش روی دختران و ارتقای توانمندی دختران و تحقق حقوق بشر آنها متمرکز می‌کند. دختران نوجوان نه تنها در این سال‌های حساس شکل‌گیری، بلکه در دوران بلوغ زنان، حق داشتن یک زندگی امن، تحصیل کرده و سالم را دارند. اگر در دوران نوجوانی به‌طور مؤثر مورد حمایت قرار گیرند، دختران پتانسیل تغییر جهان را دارند - هم به عنوان دختران توانمند امروز و هم به عنوان کارگران، کارآفرینان، مربیان، سرپرستان خانواده، رهبران سیاسی و مادران فردا. سرمایه‌گذاری برای تحقق بخشیدن به قدرت دختران نوجوان امروز از حقوق آنها دفاع می‌کند و آینده ای برابرتر و مرفه را نوید می‌دهد، آینده ای که در آن نیمی از بشریت شریک برابر در حل مشکلات تغییرات آب و هوایی، درگیری‌های سیاسی، رشد اقتصادی، پیشگیری از بیماری‌ها و پایداری جهانی برابری جنسیتی یک اولویت جهانی برای یونسکو است و حمایت از دختران جوان، آموزش آنها و توانایی کامل آنها برای شنیده شدن نظرات و عقایدشان، محرک‌های توسعه پایدار و صلح است. در بسیاری از موارد در سراسر جهان، دختران نوجوان به دلیل ازدواج‌های اجباری یا کار کودکان ترک تحصیل می‌کنند. یونسکو متعهد است که این روز را جشن بگیرد تا اطمینان حاصل شود که همه دختران به آموزش با کیفیت و زندگی شرافتمندانه دسترسی دارند. | [ ۴۲ ] |
| ۱۳ (۲۱ مهر) | روز جهانی کاهش بلایا           | بلایای ناشی از مخاطرات طبیعی و فناوری هر ساله میلیون‌ها نفر را در سراسر جهان تحت تأثیر قرار می‌دهند، اما بسیاری از تأثیرها آنها را می‌توان با اقدامات پیشگیرانه و برنامه‌ریزی کاهش داد. روز جهانی کاهش بلایا که هر سال در ۱۳ اکتبر برگزار می‌شود، جشن می‌گیرد که چگونه مردم و جوامع در سراسر جهان در معرض کاهش قرار گرفتن در معرض بلایا هستند. یونسکو درگیر تغییر مفهومی در تفکر به دور از واکنش پس از فاجعه و به سمت اقدامات قبل از بلایا است و به کشورها کمک می‌کند ظرفیت‌های خود را در مدیریت بلایا و خطرات آب و هوایی ایجاد کنند. در سال ۲۰۲۱، روز جهانی کاهش بلایا بر روی «همکاری بین المللی برای کشورهای در حال توسعه برای کاهش خطر بلایا و خسارات ناشی از بلایا» تمرکز دارد. این بهترین شیوه‌ها و نمونه‌هایی از همکاری بین‌المللی را برجسته می‌کند که تأثیر مثبتی بر زندگی افرادی دارد که در مناطق مستعد بلایای جهان زندگی می‌کنند، یعنی کاهش تعداد افراد متأثر از مخاطرات مصنوعی و طبیعی، مطابق با هدف F. چارچوب سندای برای کاهش خطر بلایا ۲۰۱۵–۲۰۳۰. اگرچه حذف کامل خطر بلایا غیرممکن است، اما کشورهایی که چارچوب‌های سیاستی و قانونی را طراحی می‌کنند و مؤسسات خود را در راستای اهداف، اهداف و اولویت‌ها برای اقدام چارچوب سندای آماده می‌کنند، ظرفیت بیشتری برای مدیریت خطر بلایا و در نتیجه کاهش خطر بلایا دارند. تأثیر بلایا در صورت وقوع با این حال، یک استراتژی موفق برای کاهش خطر بلایا پیچیده‌است و نیازمند مکانیسم‌های هماهنگی چندجانبه مؤثر، سیاست ملی فراگیر، همکاری‌ها و ورودی‌های فرا رشته‌ای و چندبخشی، از جمله دیگر الزامات است. با در نظر گرفتن این موضوع، و حفظ تمرکز روز بر تأثیر بلایای طبیعی بر جوامع، افراد و زیرساخت‌ها، که عمیقاً بر رفاه آنها تأثیر می‌گذارد، موضوع امسال بر انتقال این پیام متمرکز شده‌است که در صورت وقوع فاجعه می‌توان از بسیاری از بلایا جلوگیری یا پیشگیری کرد. استراتژی‌های کاهش ریسک برای مدیریت و کاهش سطوح موجود ریسک و جلوگیری از ایجاد ریسک جدید. به‌طور خلاصه، «حکمرانی خوب خطر بلایا». با هشتگ #OnlyTogether #DRRday به گفتگو بپیوندید و در زیر بررسی کنید که یونسکو چه چیزی را برای جشن این روز ترتیب داده‌است! همچنین می‌توانید با بازدید از ژئوپارک جهانی یونسکو در نزدیکی خود جشن بگیرید! بسیاری از ژئوپارک‌های جهانی یونسکو در حال سازماندهی رویدادها هستند. | [ ۴۳ ] |
| ۱۷ (۲۵ مهر) | روز جهانی ریشه کنی فقر         | برگزاری روز جهانی ریشه کنی فقر را می‌توان به ۱۷ اکتبر ۱۹۸۷ ردیابی کرد. در آن روز، بیش از صد هزار نفر در تروکادرو در پاریس، جایی که اعلامیه جهانی حقوق بشر در سال ۱۹۴۸ امضا شد، گرد هم آمدند تا به افتخار احترام بگذارند. قربانیان فقر شدید، خشونت و گرسنگی. آنها اعلام کردند که فقر نقض حقوق بشر است و بر لزوم گرد هم آمدن برای اطمینان از رعایت این حقوق تأکید کردند. از آن زمان، مردم با هر پیشینه، عقیده و خاستگاه اجتماعی هر ساله در ۱۷ اکتبر گرد هم می‌آیند تا تعهد خود را تجدید کنند و همبستگی خود را با فقرا نشان دهند. مجمع عمومی سازمان ملل متحد از طریق قطعنامه 47/196 (link is external) در ۲۲ دسامبر ۱۹۹۲، ۱۷ اکتبر را به عنوان روز جهانی ریشه کنی فقر اعلام کرد. یونسکو متقاعد شده‌است که مبارزه پایدار با فقر مستلزم تقویت ظرفیت‌های افراد از طریق آموزش، علم و حمایت از اقتصاد خلاق است که منبع اشتغال و نیز غرور و کرامت است. یونسکو تمام تخصص خود را در خدمت برنامه ۲۰۳۰ برای توسعه پایدار، و به ویژه هدف ۱ «پایان دادن به فقر در همه اشکال آن در همه جا» قرار می‌دهد. پایان دادن به فقر فقط کمک به فقرا نیست، بلکه به هر زن و مردی این فرصت را می‌دهد تا با عزت زندگی کنند. با ریشه کن کردن فقر، تمام بشریت متحول خواهد شد. | [ ۴۴ ] |
| ۲۴ (۲ آبان) | روز سازمان ملل                 | روز N سالگرد اجرایی شدن منشور ملل متحد در سال ۱۹۴۵ است. با تصویب این سند تأسیسی توسط اکثریت امضاکنندگان آن، از جمله پنج عضو دائمی شورای امنیت، سازمان ملل متحد رسماً پا به عرصه وجود گذاشت. یونسکو سازمان آموزشی، علمی و فرهنگی ملل متحد است. به دنبال ایجاد صلح از طریق همکاری بین‌المللی در آموزش، علوم و فرهنگ است. برنامه‌های یونسکو به دستیابی به اهداف توسعه پایدار تعریف شده در دستور کار ۲۰۳۰ که توسط مجمع عمومی سازمان ملل در سال ۲۰۱۵ تصویب شد، کمک می‌کند. | [ ۴۵ ] |
| ۲۷ (۵ آبان) | روز جهانی میراث شنیداری-دیداری | آرشیوهای سمعی و بصری داستان‌هایی در مورد زندگی و فرهنگ مردم از سراسر جهان به ما می‌گویند. آنها میراث گرانبهایی را نشان می‌دهند که تأییدی بر حافظه جمعی ما و منبع ارزشمندی از دانش است زیرا منعکس کننده تنوع فرهنگی، اجتماعی و زبانی جوامع ما است. آنها به ما کمک می‌کنند رشد کنیم و دنیایی را که همه به اشتراک می‌گذاریم درک کنیم. حفاظت از این میراث و اطمینان از در دسترس ماندن آن برای عموم و نسل‌های آینده، یک هدف حیاتی برای همه نهادهای حافظه و همچنین عموم مردم است. آرشیو یونسکو پروژه «دیجیتالی کردن تاریخ مشترک یونسکو» را با همین هدف راه اندازی کرده‌است. روز جهانی میراث سمعی و بصری (WDAH) یادبودی است از تصویب در سال ۱۹۸۰ توسط بیست و یکمین کنفرانس عمومی، توصیه ای برای حفاظت و نگهداری از تصاویر متحرک. روز جهانی فرصتی برای افزایش آگاهی عمومی در مورد نیاز به انجام اقدامات فوری و اذعان به اهمیت اسناد سمعی و بصری فراهم می‌کند. به این ترتیب، روز جهانی فرصتی برای کشورهای عضو یونسکو است تا عملکرد خود را با توجه به اجرای توصیه ۲۰۱۵ در مورد حفظ و دسترسی به میراث مستند، از جمله در فرم دیجیتال، ارزیابی کنند. WDAH به دستور قانون اساسی یونسکو مبنی بر ترویج «جریان آزاد ایده‌ها از طریق کلمه و تصویر» به عنوان نماینده میراث و حافظه مشترک ما عمل می‌کند. با انجام این کار، روز نقش میراث را در ایجاد دفاع از صلح در ذهن مردم برجسته می‌کند. | [ ۴۶ ] |

### نوامبر
| تاریخ             | روز                                                                 | شرح | منبع   |
| ----------------- | ------------------------------------------------------------------- | --- | ------ |
| اولین پنجشنبه     | روز جهانی مبارزه با خشونت و زورگویی در مدرسه                        | خشونت و قلدری در مدرسه از جمله مزاحمت سایبری گسترده‌است و تعداد قابل توجهی از کودکان و نوجوانان را تحت تأثیر قرار می‌دهد. کشورهای عضو یونسکو اولین پنجشنبه ماه نوامبر را روز جهانی مبارزه با خشونت و زورگویی در مدارس از جمله آزار و اذیت سایبری اعلام کردند و اذعان داشتند که خشونت مربوط به مدرسه در تمام اشکال آن نقض حقوق کودکان و نوجوانان برای تحصیل و سلامت و رفاه است. . این سازمان از کشورهای عضو، شرکای سازمان ملل، دیگر سازمان‌های بین‌المللی و منطقه‌ای مرتبط، و همچنین جامعه مدنی، از جمله سازمان‌های غیردولتی، افراد و سایر ذینفعان می‌خواهد تا به ترویج، جشن گرفتن و تسهیل روز جهانی کمک کنند. | [ ۴۷ ] |
| ۲ (۱۱ آبان)       | روز جهانی پایان دادن به مصونیت از مجازات برای جنایات علیه خبرنگاران | بر اساس گزارش دیده‌بان یونسکو از روزنامه‌نگاران کشته شده، بین سال‌های ۲۰۰۶ تا ۲۰۲۰، بیش از ۱۲۰۰ روزنامه‌نگار در سراسر جهان کشته شده‌اند که نزدیک به ۹ مورد از ۱۰ مورد این قتل‌ها از نظر قضایی حل نشده باقی مانده‌است. مصونیت از مجازات منجر به قتل‌های بیشتر می‌شود و اغلب نشانه ای از بدتر شدن درگیری و فروپاشی قانون و سیستم‌های قضایی است. یونسکو نگران است که معافیت از مجازات با سرپوش گذاشتن بر نقض جدی حقوق بشر، فساد و جنایت به کل جوامع آسیب می‌رساند. از دولت‌ها، جامعه مدنی، رسانه‌ها، و همه کسانی که از حاکمیت قانون حمایت می‌کنند خواسته می‌شود که در تلاش‌های جهانی برای پایان دادن به مصونیت از مجازات بپیوندند. مجمع عمومی سازمان ملل متحد قطعنامه A/RES/68/163 (پیوند خارجی است) را در شصت و هشتمین اجلاس خود در سال ۲۰۱۳ به تصویب رساند که در ۶۸ امین نشست خود در سال ۲۰۱۳ به تصویب رسید. «روز بین المللی پایان دادن به مصونیت از مجازات برای جنایات علیه روزنامه نگاران» (IDEI). این قطعنامه از کشورهای عضو خواست تا اقدامات قطعی را برای مقابله با فرهنگ معافیت از مجازات اجرا کنند. این تاریخ برای بزرگداشت ترور دو روزنامه‌نگار فرانسوی در مالی در ۲ نوامبر ۲۰۱۳ انتخاب شد. پیام مدیر کل | [ ۴۸ ] |
| ۵ (۱۴ آبان)       | روز جهانی زبان رومانی                                               | یونسکو روز جهانی زبان رومانی را در سال ۲۰۱۵ برای ترویج حفظ زبان و فرهنگ رومی، بهبود رفاه مردم رومانی و به رسمیت شناختن اهمیت همه زبان‌ها، که تنوع آنها منبع قدرت برای همه جوامع است، اعلام کرد. زبان رومی حدود ۳۳۰۰۰ کلمه دارد و مبنای خوبی برای مدرن سازی و استانداردسازی نهایی آن است. ۱۷ گویش وجود دارد اما گویشورهای گویش‌های مختلف می‌توانند یکدیگر را بفهمند. کارهای قابل توجهی برای ایجاد یک اصطلاح استاندارد انجام شده‌است، اما هنوز کار زیادی باید انجام شود. یونسکو باید در تقویت گفتگوی بین فرهنگی، تقویت نزدیکی فرهنگی به ویژه با اعلام روز جهانی زبان رومانی که به توسعه و تحقیق بیشتر زبان رومانی در کشورهای عضو کمک می‌کند، رهبری کند. | [ ۴۹ ] |
| ۵ (۱۴ آبان)       | روز جهانی آگاهی از سونامی                                           | اگرچه ممکن است آنها نادر باشند، اما سونامی یکی از ویرانگرترین بلایای طبیعی است. آنها هیچ مرز ساحلی نمی‌شناسند. جوامع ساحلی - اغلب در مناطق کم ارتفاع و پرجمعیت متمرکز شده‌اند - بالقوه در برابر خطرات ساحلی از جمله سونامی با خسارات انسانی و اقتصادی سنگین آسیب‌پذیر هستند. همکاری بین‌المللی برای درک عمیق‌تر سیاسی و عمومی کلیدی است. و همچنین مشارکت در کاهش خطرات ما از این مخاطرات طبیعی ساحلی. در دسامبر ۲۰۱۵، مجمع عمومی سازمان ملل متحد، ۵ نوامبر را به عنوان روز جهانی آگاهی از سونامی برای ترویج فرهنگ جهانی آگاهی از سونامی تعیین کرد. کمیسیون بین دولتی اقیانوس‌شناسی (IOC) یونسکو برای هماهنگ‌کردن خدمات هشدار زودهنگام سونامی ملی و منطقه ای، افزایش آگاهی جهانی در مورد اقدامات مؤثر، سیاست‌ها و شیوه‌های کاهش قرار گرفتن در معرض خطر بلایا از طریق چهار سیستم هشدار و کاهش سونامی خود برای اقیانوس آرام، اقیانوس هند کار می‌کند. مناطق کارائیب و شمال شرقی اقیانوس اطلس، مدیترانه و دریای متصل. کمیته بین‌المللی المپیک همچنین از طریق برنامه‌های آموزشی و تمرین‌های منظم ارتباط و تخلیه سونامی، افزایش هماهنگی، آمادگی و درک سونامی در میان شهروندان و جوامع در سراسر جهان، به کشورهای عضو کمک می‌کند. روز جهانی آگاهی از سونامی (WTAD) در سال ۲۰۲۱ به‌طور مشترک توسط UNDRR و کمیسیون اقیانوس‌شناسی بین دولتی یونسکو، با همکاری سایر شرکای سازمان ملل و خارجی و تحت حمایت دولت ژاپن برگزار می‌شود. WTAD 2021 بر اساس چندین رویداد در سراسر جهان برگزار می‌شود. برای کشف لیست کامل رویدادها اینجا را کلیک کنید. | [ ۵۰ ] |
| ۱۰ (۱۹ آبان)      | روز جهانی علم در خدمت صلح و توسعه پایدار                            | روز جهانی علم برای صلح و توسعه که هر ۱۰ نوامبر جشن گرفته می‌شود، بر نقش مهم علم در جامعه و نیاز به مشارکت دادن عموم مردم در بحث‌ها دربارهٔ موضوعات علمی نوظهور تأکید می‌کند. همچنین بر اهمیت و ارتباط علم در زندگی روزمره ما تأکید می‌کند. هدف روز جهانی علم برای صلح و توسعه، با پیوند نزدیک‌تر علم با جامعه، این است که شهروندان از پیشرفت‌های علم مطلع شوند. همچنین بر نقش دانشمندان در گسترش درک ما از سیاره قابل توجه و شکننده ای که ما آن را خانه می‌نامیم و در ایجاد جوامع ما پایدارتر تأکید می‌کند. با تبدیل شدن تغییرات آب و هوایی به تهدیدی جدی برای زندگی میلیاردها انسان و کره زمین، در سال ۲۰۲۱ این جشن اهمیت «ساخت جوامع آماده برای آب و هوا» را برجسته خواهد کرد. با هشتگ #روز علم به گفتگو بپیوندید. | [ ۵۱ ] |
| سومین پنجشنبه ماه | روز جهانی فلسفه                                                     | یونسکو با بزرگداشت روز جهانی فلسفه هر سال، در سومین پنجشنبه نوامبر، بر ارزش ماندگار فلسفه برای توسعه اندیشه بشری، برای هر فرهنگ و برای هر فردی تأکید می‌کند. فلسفه یک رشته الهام بخش و همچنین یک تمرین روزمره است که می‌تواند جوامع را متحول کند. فلسفه با امکان کشف تنوع جریان‌های فکری در جهان، گفتگوی بین فرهنگی را تحریک می‌کند. فلسفه با بیدار کردن ذهن‌ها نسبت به تمرین تفکر و تقابل منطقی نظرات، به ساختن جامعه ای بردبارتر و محترم تر کمک می‌کند؛ بنابراین با ایجاد شرایط فکری برای تغییر به درک و پاسخ به چالش‌های عمده معاصر کمک می‌کند. یونسکو روز جهانی فلسفه را برگزار می‌کند - اما مالک آن نیست. این متعلق به هر کسی است، در همه جا، که به فلسفه اهمیت می‌دهد. در این روز تمرین جمعی در تفکر آزاد، مستدل و آگاهانه در مورد چالش‌های اصلی زمان ما، همه شرکای یونسکو تشویق می‌شوند تا انواع مختلفی از فعالیت‌ها - گفت‌وگوهای فلسفی، مناظره‌ها، کنفرانس‌ها، کارگاه‌های آموزشی، رویدادهای فرهنگی و ارائه‌های عمومی را سازماندهی کنند. موضوع روز با حضور فیلسوفان و دانشمندان تمامی شاخه‌های علوم طبیعی و اجتماعی، مربیان، معلمان، دانش آموزان، خبرنگاران مطبوعات و سایر نمایندگان رسانه‌های گروهی و عموم مردم. نسخه ۲۰۲۱ روز جهانی فلسفه در سال ۲۰۲۱ می‌خواهد بحثی را در مورد تعاملات مختلف انسان‌ها با محیط اجتماعی، فرهنگی، جغرافیایی و سیاسی خود باز کند، با هدف اساسی درک بهتر سهم فلسفه در جوامع معاصر ما و چالش‌هایی که با آن مواجه هستند، همه‌گیری. به خصوص. فلسفه، و حتی بیشتر از آن، فلسفه بین فرهنگی، به زمینه می‌پردازد و بنابراین، در ذات خود، به دگرگونی جامعه می‌پردازد. | [ ۵۲ ] |
| ۱۴ (۲۳ آبان)      | روز جهانی مبارزه با قاچاق غیرقانونی اموال فرهنگی                    | هر ساله در ۱۴ نوامبر، روز جهانی مبارزه با قاچاق اموال فرهنگی برگزار می‌شود و به جهانیان یادآوری می‌کند که سرقت، غارت و قاچاق غیرقانونی اموال فرهنگی در هر کشوری رخ می‌دهد و فرهنگ، هویت و تاریخ مردم را ربوده‌است و ما باید برای مبارزه با این جنایت همکاری کنند. قاچاق غیرقانونی اموال فرهنگی دلایل زیادی دارد و جهل و اخلاق ضعیف ریشه آن است. اموال فرهنگی که به‌طور غیرقانونی معامله می‌شوند اغلب یا از طریق بازارهای غیرقانونی در سراسر جهان یا از طریق بازارهای قانونی مانند حراج‌ها، از جمله از طریق اینترنت، منتقل می‌شوند. مردم، دولت‌ها، بازار هنر و موسسات می‌توانند با افزایش آگاهی، آگاه بودن و رعایت اخلاق در خرید و فروش اشیاء هنری و فرهنگی، وضع و احترام به قوانین و حفاظت از میراث و اموال فرهنگی، سهم خود را برای مبارزه با این موضوع انجام دهند. یونسکو برای اولین بار در سال ۲۰۱۹ در چهلمین کنفرانس عمومی خود، ۱۴ نوامبر را به عنوان روز جهانی مبارزه با قاچاق غیرقانونی اموال فرهنگی با هدف جلب توجه بیشتر به این جنایت و راه‌های مبارزه با آن و همچنین تأکید بر اهمیت همکاری‌های بین‌المللی تصویب کرد. و اقدامات پیشگیرانه از طریق کنوانسیون روشهای منع و جلوگیری از واردات، صادرات و انتقال غیرقانونی مالکیت اموال فرهنگی (۱۹۷۰). این کنوانسیون که پنجاهمین سالگرد خود را در سال ۲۰۲۰ جشن گرفت، به موازات سایر پیشرفت‌ها در مبارزه با قاچاق غیرقانونی، چارچوبی بین‌المللی برای جلوگیری از سرقت و غارت و بازگرداندن و استرداد اموال فرهنگی مسروقه ارائه می‌کند. این مهم است که هر خریدار هنگام تأیید منشأ اموال فرهنگی به دست آمده به منظور پایان دادن به قاچاق غیرقانونی اموال فرهنگی، دقت لازم را رعایت کند. همه باید برای مبارزه با قاچاق غیرقانونی اموال فرهنگی دست به دست هم دهیم. | [ ۵۳ ] |
| ۱۶ (۲۵ آبان)      | روز جهانی مدارا                                                     | بردباری احترام، پذیرش و قدردانی از تنوع غنی فرهنگ‌های جهان، اشکال بیان و روش‌های انسان بودن ماست.» اعلامیه اصول مدارا یونسکو در سال ۱۹۹۵. در سال ۱۹۹۶، مجمع عمومی سازمان ملل قطعنامه 51/95 (link is external) را تصویب کرد که ۱۶ نوامبر را به عنوان روز جهانی مدارا اعلام کرد. این اقدام به دنبال تصویب اعلامیه اصول مدارا توسط کشورهای عضو یونسکو در ۱۶ نوامبر ۱۹۹۵ صورت گرفت. از جمله موارد دیگر، اعلامیه تأیید می‌کند که مدارا نه زیاده روی است و نه بی‌تفاوتی. این احترام و قدردانی از تنوع غنی فرهنگ‌های جهان ما، اشکال بیان و روش‌های انسان بودن ما است. مدارا حقوق جهانی بشر و آزادی‌های اساسی دیگران را به رسمیت می‌شناسد. مردم به‌طور طبیعی متنوع هستند. تنها بردباری می‌تواند بقای جوامع مختلط را در هر منطقه ای از جهان تضمین کند. در سال ۱۹۹۵، به مناسبت سال تساهل سازمان ملل متحد و صد و بیست و پنجمین سالگرد تولد مهاتما گاندی، یونسکو جایزه ای را برای ترویج مدارا و عدم خشونت ایجاد کرد. جایزه یونسکو-Madanjeet Singh برای ترویج مدارا و عدم خشونت به فعالیت‌های قابل توجهی در زمینه‌های علمی، هنری، فرهنگی یا ارتباطی با هدف ترویج روحیه مدارا و عدم خشونت پاداش می‌دهد. ایجاد این جایزه الهام گرفته از آرمان‌های قانون اساسی یونسکو است که اعلام می‌کند «صلح، اگر قرار نیست شکست بخورد، باید بر اساس همبستگی فکری و اخلاقی نوع بشر باشد». این جایزه هر دو سال یک بار در روز جهانی مدارا، ۱۶ نوامبر، اهدا می‌شود. این جایزه ممکن است به موسسات، سازمان‌ها یا افرادی اعطا شود که به شیوه‌ای شایسته و مؤثر در مدارا و عدم خشونت مشارکت داشته‌اند. | [ ۵۴ ] |
| ۱۸ (۲۷ آبان)      | روز جهانی هنر اسلامی                                                | روز جهانی هنر اسلامی در چهلمین نشست کنفرانس عمومی یونسکو در سال ۲۰۱۹ اعلام شد و هر سال در ۱۸ نوامبر برگزار می‌شود. هدف آن افزایش آگاهی از بیان هنری گذشته و معاصر اسلام و سهم فرهنگ از طریق هنر اسلامی در تمدن است. جشن جهانی روز جهانی هنر اسلامی نه تنها تشویق به قدردانی از هنر اسلامی است که الهام بخش دیگر جنبش‌های هنری بوده‌است، بلکه به تنوع فرهنگی، آزادی بیان، حفاظت از میراث فرهنگی و گفتگوی بین‌فرهنگی کمک می‌کند. بزرگداشت روز همچنین راهی برای تقویت تساهل بین مردم و حمایت از نزدیکی فرهنگی است که هر دو از طریق قدرت هنر امکان‌پذیر است. چیزهای زیادی برای یادگیری، اشتراک گذاری و جشن گرفتن در روز جهانی هنر اسلامی وجود دارد، و یونسکو همه را تشویق می‌کند تا از طریق فعالیت‌های مختلف مانند بحث‌ها، کنفرانس‌ها، کارگاه‌ها، رویدادهای فرهنگی و ارائه‌ها یا نمایشگاه‌ها به آن بپیوندند. | [ ۵۵ ] |
| ۲۵ (۴ آذر)        | روز جهانی منع خشونت علیه زنان                                       | در ۲۵ نوامبر ۱۹۶۰ (لینک خارجی) خواهران میرابال به دلیل هویت زنان و فعالان وحشیانه ترور شدند. تنها جرم آنها مبارزه برای حقوق خود علیه دیکتاتور دومینیکن، رافائل تروخیلو (۱۹۳۰–۱۹۶۱) بود. در سال ۱۹۹۳، مجمع عمومی سازمان ملل متحد قطعنامه 48/104 (link is external) را برای حذف خشونت علیه زنان به تصویب رساند که این نوع خشونت را اینگونه تعریف می‌کند: «هر عمل خشونت مبتنی بر جنسیت که منجر به یا احتمالاً منجر شود. آسیب یا رنج جسمی، جنسی یا روانی به زنان، از جمله تهدید به چنین اعمالی، اجبار یا سلب خودسرانه آزادی، چه در زندگی عمومی و چه در زندگی خصوصی رخ دهد.» در نتیجه، برای تحکیم این تصمیم، مجمع عمومی در سال ۱۹۹۹، ۲۵ نوامبر را به عنوان روز جهانی محو خشونت علیه زنان اعلام کرد. خشونت علیه زنان مانعی بر سر راه ساختن جوامع فراگیر و پایدار است. به همین دلیل است که یونسکو بر برابری جنسیتی و عدم خشونت تأکید می‌کند. اگر نیمی از جمعیت در ترس از مورد تعرض زندگی کنند، امکان شکوفایی یک جامعه وجود ندارد. گرامیداشت این روز نماد بسیج علیه خشونت علیه زنان است و به ما یادآوری می‌کند که زنان باید در قلب تغییر باشند. | [ ۵۶ ] |
| ۲۶ (۵ آذر)        | روز جهانی درخت زیتون                                                | روز جهانی درخت زیتون در چهلمین نشست کنفرانس عمومی یونسکو در سال ۲۰۱۹ اعلام شد و هر سال در ۲۶ نوامبر برگزار می‌شود. درخت زیتون، به ویژه شاخه زیتون، جایگاه مهمی در ذهن مردان و زنان دارد. از زمان‌های قدیم، نماد صلح، خرد و هماهنگی بوده‌است و به همین دلیل نه تنها برای کشورهایی که این درختان نجیب در آن رشد می‌کنند، بلکه برای مردم و جوامع در سراسر جهان مهم است. حفظ و پرورش درخت زیتون یک ضرورت رو به رشد است زیرا جهان در حال مبارزه و سازگاری با تغییرات آب و هوایی است. حفاظت از میراث فرهنگی و طبیعی، از جمله مناظر، در قلب مأموریت یونسکو است و گرامیداشت روز جهانی درخت زیتون، تلاش‌های پایداری زیست‌محیطی را تقویت می‌کند. هدف از روز جهانی درخت زیتون تشویق حمایت از درخت زیتون و ارزش‌های آن است تا اهمیت اجتماعی، فرهنگی، اقتصادی و زیست‌محیطی آن برای بشریت قدردانی شود. در روز جهانی درخت زیتون چیزهای زیادی برای یادگیری، اشتراک گذاری و جشن گرفتن وجود دارد، و یونسکو همه را تشویق می‌کند تا از طریق فعالیت‌های مختلف مانند بحث‌ها، کنفرانس‌ها، کارگاه‌ها، رویدادهای فرهنگی و ارائه‌ها یا نمایشگاه‌ها به آن بپیوندند. | [ ۵۷ ] |
| ۲۹ (۸ آذر)        | روز جهانی همبستگی با مردم فلسطین                                    | تاریخ ۲۹ نوامبر به عنوان روز جهانی همبستگی با مردم فلسطین از سال ۱۹۷۸ نامگذاری شده‌است. این تاریخ که به دلیل معنا و اهمیت آن برای مردم فلسطین انتخاب شده‌است، بر اساس درخواست مجمع عمومی سازمان ملل متحد برای رعایت سالانه قطعنامه تقسیم فلسطین. آنچه که به عنوان طرح تقسیم یا قطعنامه 181 (II) شناخته شد (پیوند خارجی است)، با هدف ایجاد یک کشور عربی و یک کشور یهودی، در ۲۹ نوامبر ۱۹۴۷ به تصویب رسید. روز جهانی همبستگی به‌طور سنتی فرصتی را برای جامعه بین‌المللی فراهم می‌کند تا توجه خود را بر این واقعیت متمرکز کند که مسئله فلسطین حل نشده باقی مانده‌است و مردم فلسطین هنوز به حقوق مسلم خود که توسط مجمع عمومی تعریف شده‌است، یعنی حق دست یابند. حق تعیین سرنوشت بدون دخالت خارجی، حق استقلال و حاکمیت ملی و حق بازگشت به خانه‌ها و اموال خود که از آنجا آواره شده‌اند. یونسکو به مدت ۳۱ سال (از سال ۱۹۸۶) روز جهانی همبستگی با مردم فلسطین را از طریق توسعه آموزش، فرهنگ، علوم و آزادی بیان جشن می‌گیرد. این اهداف همه اقدامات یونسکو را برای تقویت گفتگو و تبادل شکل می‌دهند. مقابله با هر گونه نژادپرستی و نفرت، به منظور ایجاد صلح در ذهن همه زنان و مردان و بازگرداندن پایه‌های زندگی مشترک در هماهنگی و امنیت. | [ ۵۸ ] |

### دسامبر
| تاریخ       | روز                           | شرح | منبع   |
| ----------- | ----------------------------- | --- | ------ |
| ۱ (۱۰ آذر)  | روز جهانی ایدز                | هر سال در اول دسامبر، یونسکو در کنار UNAIDS، حامیان مالی مشترک و سایر شرکا برای روز جهانی ایدز می‌ایستد. در حالی که پیشرفت قابل توجهی در جهت پایان دادن به ایدز به عنوان یک تهدید برای سلامت عمومی حاصل شده‌است، اپیدمی HIV پایان نیافته‌است و جوانان به‌طور نامتناسبی در معرض خطر هستند. تنها در سال ۲۰۲۰، ۴۱۰۰۰۰ جوان بین سنین ۱۰ تا ۲۴ سال به تازگی به HIV مبتلا شده‌اند که از این تعداد ۱۵۰۰۰۰ نفر نوجوانان بین ۱۰ تا ۱۹ سال بوده‌اند. علاوه بر این، دانش جامع HIV در بین جوانان بسیار کم است و تنها یک مورد وجود دارد. در سه نشان دادن دانش دقیق. آموزش جامع جنسی (CSE) برای جوانان ضروری است تا بتوانند از خود در برابر HIV محافظت کنند. همچنین به جوانان کمک می‌کند تا از بارداری ناخواسته و سایر عفونت‌های مقاربتی اجتناب کنند، آنها را تشویق می‌کند تا به دنبال اطلاعات و خدمات مرتبط با سلامت باشند، ارزش‌های مدارا، احترام متقابل و عدم خشونت را در روابط ترویج می‌کند و از انتقال ایمن به بزرگسالی حمایت می‌کند. کار یونسکو در زمینه آموزش و اچ آی وی، به ویژه اولویت‌های راهبردی آن برای افزایش دسترسی به آموزش جامع جنسی با کیفیت و ایمن و فراگیر کردن آموزش، بخش مهمی از پاسخ جهانی به ایدز است. یونسکو از مقامات و شرکای آموزش ملی حمایت می‌کند تا برنامه‌های درسی موجود خود را تقویت کنند و محتوا و رویکردها را با بافت محلی خود تطبیق دهند. | [ ۵۹ ] |
| ۳ (۱۲ آذر)  | روز جهانی افراد دارای معلولیت | جشن سالانه روز جهانی افراد دارای معلولیت (IDPD) در سال ۱۹۹۲ با قطعنامه ۴۷/۳ مجمع عمومی سازمان ملل متحد اعلام شد (link is external). IDPD که در ۳ دسامبر در سراسر جهان جشن گرفته می‌شود، حمایت از مسائل مهم مربوط به شمول افراد دارای معلولیت را بسیج می‌کند، افزایش آگاهی در مورد مسائل مربوط به معلولیت را ترویج می‌کند و توجه را به مزایای یک جامعه فراگیر و در دسترس برای همه جلب می‌کند. آژانس‌های ملل متحد، سازمان‌های جامعه مدنی، مؤسسات دانشگاهی و بخش خصوصی تشویق می‌شوند تا از طریق همکاری با سازمان‌های افراد دارای معلولیت برای ترتیب دادن رویدادها و فعالیت‌ها، از IDPD حمایت کنند. | [ ۶۰ ] |
| ۱۰ (۱۹ آذر) | روز حقوق بشر                  | روز حقوق بشر هر سال در ۱۰ دسامبر برگزار می‌شود - روزی که در آن مجمع عمومی سازمان ملل متحد در سال ۱۹۴۸ اعلامیه جهانی حقوق بشر را تصویب کرد. اعلامیه جهانی حقوق بشر به همه ما قدرت می‌دهد. اصول مندرج در اعلامیه به همان اندازه که در سال ۱۹۴۸ بود، امروز نیز مرتبط است. ما باید از حقوق خود و دیگران دفاع کنیم. ما می‌توانیم در زندگی روزمره خود، برای حمایت از حقوقی که از همه ما محافظت می‌کند و در نتیجه روابط خویشاوندی همه انسان‌ها را ترویج می‌کنیم، اقدام کنیم. در دسامبر ۱۹۴۸، یونسکو اولین آژانس سازمان ملل بود که اعلامیه جهانی را در مرکز همه اقدامات خود قرار داد تا آن را در سراسر جهان از طریق آموزش و رسانه‌ها تبلیغ کند. حقوق بشر زمانی معنای جدیدی پیدا می‌کند که در زندگی روزمره تک تک افراد جهان به واقعیت تبدیل شود. بازگرداندن حقوق بشر به خانه هسته اصلی مأموریت یونسکو در تمام زمینه‌های صلاحیت آن - آموزش، علم، فرهنگ و ارتباطات است. در چارچوب بزرگداشت هفتادمین سالگرد اعلامیه جهانی حقوق بشر (UDHR)، یونسکو اهمیت حمایت از حقوق بشر در تاریخ و مأموریت این سازمان را به منصه ظهور می‌رساند. #StandUp4HumanRights #It StartsWithMe | [ ۶۱ ] |
| ۱۸ (۲۷ آذر) | روز جهانی مهاجر               | در ۴ دسامبر ۲۰۰۰، مجمع عمومی با در نظر گرفتن تعداد زیاد و فزاینده مهاجران در جهان، ۱۸ دسامبر را روز جهانی مهاجران اعلام کرد (A/RES/55/93(link is external)). در آن روز، در سال ۱۹۹۰، مجمع کنوانسیون بین‌المللی در مورد حمایت از حقوق کارگران مهاجر و اعضای خانواده‌های آنها را تصویب کرد (A/RES/45/158(link is external)). مهاجرت یک پدیده جهانی است که توسط نیروهای بسیاری هدایت می‌شود. اینها با آرزوی عزت، امنیت و صلح شروع می‌شوند. تصمیم برای ترک خانه همیشه افراطی است و اغلب اوقات آغاز یک سفر خطرناک و گاه مرگبار است. یونسکو برای پیشبرد تعهدات مرتبط با مهاجرت در دستور کار ۲۰۳۰ برای توسعه پایدار اقدام می‌کند. این امر با آموزش، با ارتقای دسترسی به آموزش با کیفیت برای پناهندگان سوری، با تسهیل به رسمیت شناختن مدارک تحصیلی و مدارک تحصیلی آغاز می‌شود. ما از طریق ائتلاف بین‌المللی شهرهای فراگیر و پایدار، رویکرد استقبال از مهاجران را در سطح محلی ترویج می‌کنیم. ما در حال تقویت ظرفیت‌های روزنامه نگاران برای پرداختن به روایت‌های منفی و مطرح کردن داستان‌های مهاجران هستیم. یونسکو عمیقاً با شرکای سازمان ملل از طریق گروه مهاجرت جهانی (پیوند خارجی است) درگیر است تا یک قرارداد جهانی برای مهاجرت ایمن تر، منظم و منظم شکل دهد. دستور کار ۲۰۳۰ وعده می‌دهد که هیچ‌کس را پشت سر نگذارد -- این باید شامل همه مهاجران باشد. حفظ حقوق و کرامت آنها به معنای پاسخگویی به نیازهای بشردوستانه و پیشبرد توسعه پایدار است. اساساً، این در مورد دفاع از انسانیت مشترک ما از طریق همبستگی در عمل است.                                                                                                | [ ۶۲ ] |
| ۱۸ (۲۷ آذر) | روز جهانی زبان عربی           | زبان عربی ستونی از تنوع فرهنگی بشریت است. این یکی از رایج‌ترین زبان‌های جهان است که روزانه بیش از ۴۰۰ میلیون نفر از آن استفاده می‌کنند. روز جهانی زبان عربی از سال ۲۰۱۲ هر سال در ۱۸ دسامبر جشن گرفته می‌شود. این تاریخ مصادف با روزی است که در سال ۱۹۷۳ مجمع عمومی سازمان ملل عربی را به عنوان ششمین زبان رسمی سازمان پذیرفت. زبان عربی در تنوع اشکال خود، کلاسیک یا گویش، از بیان شفاهی گرفته تا خوشنویسی شاعرانه، زیبایی‌شناسی جذابی را در زمینه‌های متنوعی مانند معماری، شعر، فلسفه و آهنگ پدیدآورده است. این امکان دسترسی به تنوع باورنکردنی از هویت‌ها و باورها را فراهم می‌کند و تاریخ آن غنای پیوندهای آن را با زبان‌های دیگر نشان می‌دهد. زبان عربی نقش کاتالیزوری در دانش ایفا کرده‌است و باعث گسترش علوم و فلسفه‌های یونانی و رومی در اروپای رنسانس شده‌است. گفت‌وگوی فرهنگ‌ها در امتداد جاده‌های ابریشم، از سواحل هند تا شاخ آفریقا را امکان‌پذیر کرده‌است. روز جهانی زبان عربی ۲۰۲۱: زبان عربی، پلی بین تمدن‌ها شعار امسال روز جهانی زبان عربی «زبان عربی، پلی بین تمدن ها» فراخوانی است برای تأکید مجدد بر نقش مهم زبان عربی در پیوند دادن مردم از طریق فرهنگ، علم، ادبیات و بسیاری از حوزه‌های دیگر. این موضوع نقش تاریخی زبان عربی را در ایجاد و انتقال دانش و همچنین در تقویت گفتگو و ایجاد صلح برجسته می‌کند. برای قرن‌ها زبان عربی زمینه مشترک و رابطی بود که غنای وجودی انسان را منعکس می‌کرد و دسترسی به منابع متعدد را فراهم می‌کرد. در جوامع به‌طور فزاینده جهانی شده، دیجیتالی و چند زبانه، موضوع ۲۰۲۱ اهمیت فوری دارد. جهان در حال تغییر و ضرورت تقویت گفتگو بین ملت‌ها و مردم را به رسمیت می‌شناسد. | [ ۶۳ ] |

## سال‌ها
سال‌های بین‌المللی مصوب مجمع عمومی سازمان ملل که یونسکو به عنوان سازمان برگزارکننده ان بوده‌است.
- ۲۰۰۹ - سال بین‌المللی نجوم
- ۲۰۱۰ - سال بین‌المللی تنوع زیستی
- ۲۰۱۰ - سال بین‌المللی نزدیکی فرهنگ‌ها
- ۲۰۱۱ - سال بین‌المللی شیمی
- ۲۰۱۱ - سال بین‌المللی جنگل‌ها
- ۲۰۱۳ - سال بین‌المللی همکاری در زمینه آب
- ۲۰۱۳ - سال ریاضیات و کره زمین
- ۲۰۱۴ - سال بین‌المللی بلورشناسی
- ۲۰۱۵ - سال جهانی نور

## دهه‌ها
دهه‌های بین‌المللی مصوب مجمع عمومی سازمان ملل که یونسکو به عنوان سازمان برگزارکننده ان بوده‌است.
- ۲۰۱۰–۲۰۰۱ - ترویج فرهنگ صلح و عدم خشونت برای کودکان
- ۲۰۱۲–۲۰۰۳ - سوادآموزی
- ۲۰۱۲–۲۰۰۳ - ملل بومی جهانی
- ۲۰۲۰–۲۰۱۱ - تنوع زیستی
- ۲۰۱۴–۲۰۰۵ - آموزش در خدمت توسعه پایدار
- ۲۰۱۴–۲۰۰۵ - اقدام دربارهٔ موضوع «آب، منبع زندگی»
- ۲۰۱۳–۲۰۲۲ - تقارب فرهنگها